# Torneo Nacional de Ascenso 2016-17
La temporada 2016-17 del Torneo Nacional de Ascenso, segunda categoría del básquet argentino, fue la vigesimoquinta edición (25.º) desde su creación. Comenzó el 9 de octubre de 2016 cuando Barrio Parque, último subcampeón, recibió en su estadio a San Isidro de San Francisco y finalizará en junio de 2017. Por segunda temporada consecutiva contará con 26 equipos. Nuevamente la temporada se juega sin descensos.
La temporada terminó el 12 de junio de 2017 cuando en su estadio Comunicaciones de Mercedes derrotó en el quinto y último partido a Estudiantes de Olavarría y se proclamó campeón por primera vez en su historia, además de lograr el ascenso.

## Modo de disputa
Fase regional
Se disputa en cuatro divisiones dentro de dos conferencias. Al haber 26 equipos y cuatro divisiones, dos de ellas cuentan con siete equipos, los cuales disputan partidos los unos contra los otros una vez como local y otra como visitante. En las divisiones con seis equipos se disputan, además de los dos partidos contra cada rival, dos partidos extra contra un rival, disputando así cuatro partidos contra un mismo equipo y dos contra los demás.
| Conferencia norte    | Conferencia norte         | Conferencia sur     | Conferencia sur          |
| División norte       | División centro norte     | División centro sur | División sur             |
| -------------------- | ------------------------- | ------------------- | ------------------------ |
| Salta Basket         | Independiente BBC         | La Unión (Colón)    | Estudiantes (O)          |
| Asociación Mitre (T) | Barrio Parque             | Parque Sur          | Olimpo (BB)              |
| Villa Ángela Basket  | BHY Tiro Federal Morteros | Tomás de Rocamora   | Deportivo Viedma         |
| Hindú Club (R)       | San Isidro (SF)           | Ciclista Juninense  | Atenas (CdP)             |
| Villa San Martín (R) | Unión (SF)                | Platense            | Petrolero Argentino (PH) |
| Oberá TC             | Sportivo Las Parejas      | Temperley           | Huracán (T)              |
| Comunicaciones (M)   |                           | Gimnasia (LP)       |                          |

Fase de conferencia
Los equipos arrastran los resultados obtenidos en la fase anterior y se enfrentan contra los rivales de conferencia dos veces, una como local y una como visitante. Al cabo de 24 encuentros se los ordena en una tabla sobre la base de los puntos obtenidos y los cuatro primeros acceden a los cuartos de final de conferencia mientras que los equipos ubicados del quinto al decimosegundo acceden a la reclasificación. El último de cada zona deja de participar.
Play-offs
Todas las series son al mejor de cinco encuentros. Aquel equipo con mejor ubicación en su conferencia hará más veces de local que el contrincante. El formato a emplearse es de 2-2-1, los dos primeros encuentros y el último en el estadio del mejor ubicado. El ganador de cada conferencia accede a la final por el ascenso.

## Equipos participantes
Esta temporada nuevamente cuenta con 26 equipos en la divisional. Respecto a la pasada, deportivamente Hispano Americano de Río Gallegos logró el ascenso a la máxima categoría, siendo reemplazado por el peor equipo de dicha divisional, Sionista de Paraná.
Del otro lado, Temperley y Sportivo de Las Parejas ascendieron desde el Torneo Federal de Básquetbol.
Extradeportivamente cuatro equipos dejaron sus plazas y fueron reemplazados. UNCAus, Sarmiento de Resistencia, Monte Hermoso Básquet y Echagüe de Paraná dejaron la divisional, los tres primeros dejando el baloncesto de lado, mientras que el equipo paranaense, mediante una asociación de intercambio de plaza con Lanús accedió a la máxima categoría. Posteriormente Lanús desistiría de participar. Entre los equipos que llegaron, Villa San Martín de Resistencia realizó una fusión con Sionista de Paraná para ocupar su plaza, mientras que Independiente BBC y Asociación Mitre de Tucumán accedieron por las plazas vacantes.

### Ascensos y descensos
Equipos entrantes
| Pos. | Ascendidos del Torneo Federal |
| ---- | ----------------------------- |
| 1.º  | Temperley                     |
| 2.º  | Sportivo (Las Parejas)        |

| Pos. | Descendidos de la LNB 2015-16 |
| ---- | ----------------------------- |
| 20.º | Sionista                      |

Equipos salientes
| Pos. | Ascendidos a la LNB |
| ---- | ------------------- |
| 1.º  | Hispano Americano   |

### Cambios de plazas
| Obtiene plaza        |
| -------------------- |
| Asociación Mitre (T) |
| Independiente BBC    |
| Villa San Martín (R) |
| Lanús                |

| Deja la plaza           |
| ----------------------- |
| UNCAus                  |
| Echagüe                 |
| Monte Hermoso Básquet   |
| Lanús                   |
| Sarmiento (Resistencia) |

### Equipos
| Club                                        | Procedencia                              | Estadio                              | Capacidad |
| Asociación Mitre                            | Tucumán, Tucumán                         | Dionisio Muruaga                     |           |
| Club Atlético Atenas                        | Carmen de Patagones, Buenos Aires        | Carmelo Trípodi Calá                 | 2000      |
| Club Atlético Estudiantes                   | Olavarría, Buenos Aires                  | Parque Carlos Guerrero               | 7100      |
| Club Atlético Barrio Parque                 | Córdoba, Córdoba                         | Teatro del Parque                    | 1000      |
| Club Atlético Platense                      | Florida, Buenos Aires                    | Microestadio Ciudad de Vicente López | 2100      |
| Club Atlético San Isidro                    | San Francisco, Córdoba                   | Estadio Severo Robledo               | 800       |
| Club Atlético Temperley                     | Temperley, Buenos Aires                  | Temperley                            | 1200      |
| Club Atlético Unión                         | Santa Fe, Santa Fe                       | Estadio Ángel P. Malvicino           | 4500      |
| Club Ciclista Juninense                     | Junín, Buenos Aires                      | Estadio Raúl "Chuni" Merlo           | 3100      |
| Club Social y Deportivo Comunicaciones      | Mercedes, Corrientes                     | Estadio Cubierto Club Comunicaciones | 2000      |
| Club de Gimnasia y Esgrima La Plata         | La Plata, Buenos Aires                   | Polideportivo Víctor Nethol          | 3000      |
| Club La Unión                               | Colón, Entre Ríos                        | Estadio Carlos Delasoie              | 1000      |
| Club Olimpo                                 | Bahía Blanca, Buenos Aires               | Estadio Norberto Tomás               | 2000      |
| Club Parque Sur                             | Concepción del Uruguay, Entre Ríos       | Estadio Parque Sur                   | 1500      |
| Club Social y Deportivo Huracán             | Trelew, Chubut                           | Estadio Atilio Viglione              | 550       |
| Club Social y Deportivo Petrolero Argentino | Plaza Huincul, Neuquén                   |                                      |           |
| BHY Tiro Federal                            | Morteros, Córdoba                        | Estadio Tiro Federal, Estadio Blanco | 1300      |
| Club Tomás de Rocamora                      | Concepción del Uruguay, Entre Ríos       | Estadio Julio César Paccagnella      | 1000      |
| Deportivo Viedma                            | Viedma, Río Negro                        | Polideportivo Ángel Cayetano Arias   | 2500      |
| Hindú Club                                  | Resistencia, Chaco                       | Ricardo Moro                         | 3100      |
| Independiente Basketball Club               | Santiago del Estero, Santiago del Estero | Estadio Ciudad                       | 4000      |
| Oberá Tenis Club                            | Oberá, Misiones                          | Estadio Oberá Tenis Club             | 2000      |
| Salta Basket                                | Salta, Salta                             | Estadio Delmi                        | 10 000    |
| Sportivo Atlético Club Las Parejas          | Las Parejas, Santa Fe                    |                                      |           |
| Villa Ángela Basket                         | Villa Ángela, Chaco                      | Carlos "Mona" Lobera                 | 1750      |
| Villa San Martín                            | Resistencia, Chaco                       | Villa San Martín                     | 1000      |

1. ↑  El Estadio Ciudad pertenece a la Asociación Atlética Quimsa de Santiago del Estero.
2. ↑  El estadio Carlos "Mona" Lobera pertenece al Club Unión Progresista de Villa Ángela, uno de los dos integrantes de la fusión que devino en "Villa Ángela Basket".

## Primera fase

### División norte
| Equipo | Equipo                         | PJ | PG | PP | Pts |
| ------ | ------------------------------ | -- | -- | -- | --- |
| 1.°    | Hindú (Resistencia)            | 12 | 9  | 3  | 21  |
| 2.°    | Villa Ángela Basket            | 12 | 8  | 4  | 20  |
| 3.°    | Comunicaciones (Mercedes)      | 12 | 8  | 4  | 20  |
| 4.°    | Villa San Martín (Resistencia) | 12 | 6  | 6  | 18  |
| 5.°    | Salta Basket                   | 12 | 6  | 6  | 18  |
| 6.°    | Oberá TC                       | 12 | 3  | 9  | 15  |
| 7.°    | Asociación Mitre (Tucumán)     | 12 | 2  | 10 | 14  |

| Villa San Martín (R) | 70 - 67 | Hindú (R)            | Villa San Martín     | 16 de octubre | 20:30 |
| Asoc. Mitre (T)      | 85 - 68 | Salta Basket         | Dionisio Muruaga     | 16 de octubre | 21:00 |
| Villa Ángela Basket  | 92 - 66 | Villa San Martín (R) | Carlos "mona" Lobera | 19 de octubre | 22:00 |
| Asoc. Mitre (T)      | 75 - 97 | Comunicaciones       | Dionisio Muruaga     | 21 de octubre | 22:00 |
| Hindú (R)            | 93 - 72 | Oberá TC             | Ricardo Moro         | 21 de octubre | 22:00 |
| Villa San Martín (R) | 88 - 66 | Oberá TC             | Villa San Martín     | 23 de octubre | 20:30 |
| Salta Basket         | 82 - 93 | Comunicaciones       | Estadio Delmi        | 23 de octubre | 22:00 |

| Salta Basket    | 63 - 74 | Villa Ángela Basket  | Estadio Delmi    | 26 de octubre | 22:00 |
| Comunicaciones  | 69 - 87 | Hindú (R)            | Comunicaciones   | 28 de octubre | 21:30 |
| Asoc. Mitre (T) | 90 - 72 | Villa Ángela Basket  | Dionisio Muruaga | 28 de octubre | 22:00 |
| Asoc. Mitre (R) | 95 - 98 | Villa San Martín (R) | Dionisio Muruaga | 30 de octubre | 21:00 |
| Oberá TC        | 78 - 80 | Hindú (R)            | Oberá Tenis Club | 30 de octubre | 21:30 |

| Salta Basket         | 78 - 75 | Villa San Martín (R) | Estadio Delmi        | 1 de noviembre | 22:00 |
| Villa Ángela Basket  | 89 - 78 | Oberá TC             | Carlos "mona" Lobera | 2 de noviembre | 22:00 |
| Comunicaciones       | 82 - 73 | Oberá TC             | Comunicaciones       | 4 de noviembre | 21:30 |
| Hindú (R)            | 78 - 63 | Salta Basket         | Ricardo Moro         | 4 de noviembre | 22:00 |
| Villa San Martín (R) | 93 - 81 | Salta Basket         | Villa San Martín     | 6 de noviembre | 20:30 |
| Villa Ángela Basket  | 92 - 83 | Asoc. Mitre (T)      | Carlos "mona" Lobera | 6 de noviembre | 22:00 |

| Oberá TC             | 68 - 87 | Comunicaciones      | Oberá Tenis Club     | 8 de noviembre  | 21:30 |
| Hindú (R)            | 94 - 71 | Asoc. Mitre (T)     | Ricardo Moro         | 8 de noviembre  | 22:00 |
| Villa Ángela Basket  | 78 - 82 | Salta Basket        | Carlos "mona" Lobera | 8 de noviembre  | 22:00 |
| Oberá TC             | 87 - 73 | Asoc. Mitre (T)     | Oberá Tenis Club     | 10 de noviembre | 21:30 |
| Hindú (R)            | 66 - 62 | Comunicaciones      | Ricardo Moro         | 10 de noviembre | 22:00 |
| Villa San Martín (R) | 72 - 73 | Villa Ángela Basket | Villa San Martín     | 11 de noviembre | 21:30 |
| Comunicaciones       | 71 - 65 | Villa Ángela Basket | Comunicaciones       | 13 de noviembre | 21:00 |
| Salta Basket         | 85 - 75 | Hindú (R)           | Estadio Delmi        | 13 de noviembre | 22:00 |

| Asoc. Mitre (T)      | 70 - 76 | Hindú (R)            | Dionisio Muruaga     | 15 de noviembre | 22:00 |
| Salta Basket         | 71 - 66 | Oberá TC             | Estadio Delmi        | 15 de noviembre | 22:00 |
| Villa San Martín (R) | 86 - 78 | Comunicaciones       | Villa San Martín     | 16 de noviembre | 21:30 |
| Asoc. Mitre (T)      | 76 - 85 | Oberá TC             | Dionisio Muruaga     | 17 de noviembre | 22:00 |
| Villa Ángela Basket  | 79 - 69 | Comunicaciones       | Carlos "mona" Lobera | 18 de noviembre | 22:00 |
| Hindú (R)            | 88 - 64 | Villa San Martín (R) | Ricardo Moro         | 19 de noviembre | 21:00 |

| Comunicaciones       | 80 - 72 | Salta Basket         | Comunicaciones       | 21 de noviembre | 21:30 |
| Villa San Martín (R) | 68 - 59 | Asoc. Mitre (R)      | Villa San Martín     | 22 de noviembre | 21:30 |
| Villa Ángela Basket  | 85 - 62 | Hindú (R)            | Carlos "mona" Lobera | 22 de noviembre | 22:00 |
| Oberá TC             | 78 - 90 | Salta Basket         | Oberá Tenis Club     | 23 de noviembre | 21:30 |
| Comunicaciones       | 83 - 74 | Asoc. Mitre (R)      | Comunicaciones       | 24 de noviembre | 21:30 |
| Oberá TC             | 83 - 75 | Villa San Martín (R) | Oberá Tenis Club     | 25 de noviembre | 21:30 |
| Hindú (R)            | 67 - 48 | Villa Ángela Basket  | Ricardo Moro         | 25 de noviembre | 22:00 |
| Comunicaciones       | 79 - 70 | Villa San Martín (R) | Comunicaciones       | 27 de noviembre | 21:00 |
| Oberá TC             | 83 - 88 | Villa Ángela Basket  | Oberá Tenis Club     | 27 de noviembre | 21:30 |
| Salta Basket         | 87 - 83 | Asoc. Mitre (R)      | Estadio Delmi        | 30 de noviembre | 22:00 |

### División centro norte
| Equipo | Equipo                     | PJ | PG | PP | Pts |
| ------ | -------------------------- | -- | -- | -- | --- |
| 1.°    | Unión (Santa Fe)           | 12 | 9  | 3  | 21  |
| 2.°    | San Isidro (San Francisco) | 12 | 8  | 4  | 20  |
| 3.°    | Barrio Parque              | 12 | 8  | 4  | 20  |
| 4.°    | BHY Tiro Federal Morteros  | 12 | 5  | 7  | 17  |
| 5.°    | Sportivo Las Parejas       | 12 | 3  | 9  | 15  |
| 6.°    | Independiente BBC          | 12 | 3  | 9  | 15  |

| Barrio Parque        | 67 - 65 | San Isidro (SF)           | Teatro del Parque | 9 de octubre  | 21:00 |
| Independiente BBC    | 63 - 78 | BHY Tiro Federal Morteros | Ciudad            | 16 de octubre | 21:30 |
| Sportivo Las Parejas | 69 - 75 | Barrio Parque             | Las Parejas       | 18 de octubre | 21:00 |
| Independiente BBC    | 77 - 66 | San Isidro (SF)           | Ciudad            | 19 de octubre | 21:30 |
| Unión (SF)           | 90 - 75 | Sportivo Las Parejas      | Ángel Malvicino   | 21 de octubre | 21:30 |
| Barrio Parque        | 75 - 70 | Independiente BBC         | Teatro del Parque | 22 de octubre | 21:30 |
| San Isidro (SF)      | 67 - 64 | BHY Tiro Federal Morteros | Severo Robledo    | 23 de octubre | 21:00 |
| Unión (SF)           | 89 - 69 | Sportivo Las Parejas      | Ángel Malvicino   | 23 de octubre | 21:00 |

| Barrio Parque             | 77 - 51 | Independiente BBC | Teatro del Parque | 24 de octubre | 21:00 |
| Independiente BBC         | 75 - 63 | Unión (SF)        | Ciudad            | 28 de octubre | 21:30 |
| BHY Tiro Federal Morteros | 72 - 77 | San Isidro (SF)   | Estadio Blanco    | 28 de octubre | 22:00 |
| Barrio Parque             | 77 - 80 | Unión (SF)        | Teatro del Parque | 30 de octubre | 21:00 |

| Sportivo Las Parejas      | 68 - 71 | BHY Tiro Federal Morteros | Sp. Las Parejas | 31 de octubre  | 20:00 |
| San Isidro (SF)           | 86 - 73 | Barrio Parque             | Severo Robledo  | 2 de noviembre | 21:30 |
| Unión (SF)                | 89 - 82 | BHY Tiro Federal Morteros | Ángel Malvicino | 2 de noviembre | 21:30 |
| Sportivo Las Parejas      | 96 - 94 | Independiente BBC         | Sp. Las Parejas | 4 de noviembre | 21:00 |
| BHY Tiro Federal Morteros | 71 - 59 | Barrio Parque             | Estadio Blanco  | 6 de noviembre | 21:00 |
| Unión (SF)                | 82 - 81 | Independiente BBC         | Ángel Malvicino | 6 de noviembre | 21:00 |

| BHY Tiro Federal Morteros | 56 - 65  | San Isidro (SF)      | Estadio Blanco    | 8 de noviembre  | 22:00 |
| Barrio Parque             | 98 - 73  | Sportivo Las Parejas | Teatro del Parque | 9 de noviembre  | 21:00 |
| Independiente BBC         | 60 - 51  | Sportivo Las Parejas | Ciudad            | 11 de noviembre | 21:30 |
| San Isidro (SF)           | 106 - 98 | Unión (SF)           | Severo Robledo    | 11 de noviembre | 21:30 |
| BHY Tiro Federal Morteros | 87 - 90  | Unión (SF)           | Estadio Blanco    | 13 de noviembre | 21:00 |

| Sportivo Las Parejas | 90 - 86  | San Isidro (SF)           | Sp. Las Parejas | 15 de noviembre | 21:00 |
| Independiente BBC    | 61 - 73  | Barrio Parque             | Ciudad          | 16 de noviembre | 21:30 |
| Unión (SF)           | 101 - 80 | San Isidro (SF)           | Ángel Malvicino | 17 de noviembre | 21:30 |
| Independiente BBC    | 81 - 83  | Barrio Parque             | Ciudad          | 18 de noviembre | 21:30 |
| San Isidro (SF)      | 74 - 65  | BHY Tiro Federal Morteros | Severo Robledo  | 20 de noviembre | 21:00 |

| Sportivo Las Parejas      | 74 - 93  | Unión (SF)                | Sp. Las Parejas   | 22 de noviembre | 21:00 |
| Barrio Parque             | 91 - 66  | BHY Tiro Federal Morteros | Teatro del Parque | 23 de noviembre | 21:00 |
| Sportivo Las Parejas      | 103 - 79 | Unión (SF)                | Sp. Las Parejas   | 23 de noviembre | 21:00 |
| San Isidro (SF)           | 69 - 63  | Independiente BBC         | Severo Robledo    | 25 de noviembre | 21:30 |
| BHY Tiro Federal Morteros | 65 - 61  | Independiente BBC         | Estadio Blanco    | 27 de noviembre | 21:00 |
| San Isidro (SF)           | 75 - 52  | Sportivo Las Parejas      | Severo Robledo    | 28 de noviembre | 21:30 |
| Unión (SF)                | 75 - 69  | Barrio Parque             | Ángel Malvicino   | 29 de noviembre | 21:30 |
| BHY Tiro Federal Morteros | 78 - 68  | Sportivo Las Parejas      | Estadio Blanco    | 30 de noviembre | 22:00 |

### División centro sur
| Equipo | Equipo              | PJ | PG | PP | Pts |
| ------ | ------------------- | -- | -- | -- | --- |
| 1.°    | Ciclista Juninense  | 12 | 8  | 4  | 20  |
| 2.°    | Temperley           | 12 | 8  | 4  | 20  |
| 3.°    | Platense            | 12 | 7  | 5  | 19  |
| 4.°    | Parque Sur          | 12 | 7  | 5  | 19  |
| 5.°    | Tomás de Rocamora   | 12 | 6  | 6  | 18  |
| 6.°    | La Unión (Colón)    | 12 | 3  | 9  | 15  |
| 7.°    | Gimnasia (La Plata) | 12 | 3  | 9  | 15  |

| Ciclista Juninense | 90 - 88 | Parque Sur         | Raúl "chuni" Merlo      | 16 de octubre | 21:00 |
| Gimnasia (LP)      | 87 - 85 | Temperley          | Polideportivo           | 16 de octubre | 21:00 |
| La Unión (C)       | 81 - 88 | Tomás de Rocamora  | Carlos Delasoie         | 16 de octubre | 21:30 |
| Gimnasia (LP)      | 77 - 85 | Parque Sur         | Polideportivo           | 18 de octubre | 21:30 |
| Platense           | 95 - 74 | Ciclista Juninense | Vicente López           | 19 de octubre | 21:00 |
| Tomás de Rocamora  | 84 - 81 | La Unión (C)       | Julio César Paccagnella | 19 de octubre | 21:30 |
| Temperley          | 78 - 69 | Gimnasia (LP)      | Temperley               | 21 de octubre | 21:00 |
| Platense           | 76 - 96 | Tomás de Rocamora  | Vicente López           | 22 de octubre | 21:30 |
| Parque Sur         | 73 - 70 | La Unión (C)       | Parque Sur              | 22 de octubre | 22:00 |

| Gimnasia (LP)      | 78 - 85   | Tomás de Rocamora  | Polideportivo           | 24 de octubre | 21.30 |
| Parque Sur         | 80 - 66   | Ciclista Juninense | Parque Sur              | 25 de octubre | 21:00 |
| La Unión (C)       | 83 - 80   | Platense           | Carlos Delasoie         | 26 de octubre | 21:30 |
| Ciclista Juninense | 111 - 120 | Temperley          | Raúl "chuni" Merlo      | 28 de octubre | 21:30 |
| Tomás de Rocamora  | 76 - 73   | Platense           | Julio César Paccagnella | 30 de octubre | 21:30 |
| La Unión (C)       | 81 - 84   | Parque Sur         | Carlos Delasoie         | 30 de octubre | 21:30 |

| Gimnasia (LP)      | 102 - 89 | Ciclista Juninense | Polideportivo      | 31 de octubre  | 21:30 |
| Temperley          | 78 - 69  | Tomás de Rocamora  | Temperley          | 2 de noviembre | 21:00 |
| Parque Sur         | 82 - 96  | Platense           | Parque Sur         | 3 de noviembre | 21:00 |
| Ciclista Juninense | 91 - 89  | Tomás de Rocamora  | Raúl "chuni" Merlo | 4 de noviembre | 21:30 |
| Platense           | 79 - 72  | Gimnasia (LP)      | Vicente López      | 6 de noviembre | 20:00 |
| Temperley          | 79 - 70  | La Unión (C)       | Temperley          | 6 de noviembre | 20:00 |

| Platense           | 84 - 82 | La Unión (C)       | Vicente López           | 8 de noviembre  | 21:00 |
| Tomás de Rocamora  | 72 - 75 | Ciclista Juninense | Julio César Paccagnella | 8 de noviembre  | 21:30 |
| Parque Sur         | 67 - 76 | Temperley          | Parque Sur              | 9 de noviembre  | 21:00 |
| Ciclista Juninense | 86 - 66 | Gimnasia (LP)      | Raúl "chuni" Merlo      | 11 de noviembre | 21:30 |
| Tomás de Rocamora  | 82 - 72 | Temperley          | Julio César Paccagnella | 11 de noviembre | 21:30 |
| Ciclista Juninense | 71 - 52 | Platense           | Raúl "chuni" Merlo      | 13 de noviembre | 21:00 |
| La Unión (C)       | 84 - 89 | Temperley          | Carlos Delasoie         | 13 de noviembre | 21:30 |

| Parque Sur         | 64 - 56  | Tomás de Rocamora | Parque Sur         | 15 de noviembre | 21:00 |
| Gimnasia (LP)      | 82 - 85  | La Unión (C)      | Polideportivo      | 16 de noviembre | 21:30 |
| Temperley          | 74 - 63  | Platense          | Temperley          | 17 de noviembre | 21:00 |
| Ciclista Juninense | 102 - 89 | La Unión (C)      | Raúl "chuni" Merlo | 18 de noviembre | 21:30 |
| Platense           | 94 - 75  | Temperley         | Vicente López      | 20 de noviembre | 20:00 |
| Parque Sur         | 80 - 62  | Gimnasia (LP)     | Parque Sur         | 20 de noviembre | 21:30 |

| Tomás de Rocamora | 68 - 77 | Gimnasia (LP)      | Julio César Paccagnella | 22 de noviembre | 21:30 |
| Temperley         | 66 - 76 | Ciclista Juninense | Temperley               | 24 de noviembre | 21:00 |
| Platense          | 96 - 85 | Parque Sur         | Vicente López           | 24 de noviembre | 21:00 |
| La Unión (C)      | 87 - 68 | Gimnasia (LP)      | Carlos Delasoie         | 24 de noviembre | 21:30 |
| Temperley         | 89 - 76 | Parque Sur         | Temperley               | 26 de noviembre | 21:00 |
| Gimnasia (LP)     | 74 - 83 | Platense           | Polideportivo           | 28 de noviembre | 21:30 |
| La Unión (C)      | 73 - 75 | Ciclista Juninense | Carlos Delasoie         | 29 de noviembre | 21:30 |
| Tomás de Rocamora | 59 - 86 | Parque Sur         | Julio César Paccagnella | 29 de noviembre | 21:30 |

### División sur
| Equipo | Equipo                       | PJ | PG | PP | Pts |
| ------ | ---------------------------- | -- | -- | -- | --- |
| 1.°    | Estudiantes (Olavarría)      | 12 | 9  | 3  | 21  |
| 2.°    | Deportivo Viedma             | 12 | 7  | 5  | 19  |
| 3.°    | Olimpo (Bahía Blanca)        | 12 | 7  | 5  | 19  |
| 4.°    | Atenas (Carmen de Patagones) | 12 | 5  | 7  | 17  |
| 5.°    | Huracán (Trelew)             | 12 | 5  | 7  | 17  |
| 6.°    | Petrolero Argentino (PH)     | 12 | 3  | 9  | 15  |

| Estudiantes (O) | 73 - 85 | Olimpo (BB)      | Parque Carlos Guerrero | 16 de octubre | 20:30 |
| Deportvo Viedma | 87 - 73 | Petrolero (PH)   | Ángel Cayetano Arias   | 16 de octubre | 21:30 |
| Estudiantes (O) | 82 - 77 | Olimpo (BB)      | Parque Carlos Guerrero | 18 de octubre | 21:00 |
| Atenas (CdP)    | 85 - 92 | Petrolero (PH)   | Carmelo Trípodi Calá   | 18 de octubre | 21:30 |
| Olimpo (BB)     | 78 - 86 | Deportivo Viedma | Norberto Tómas         | 21 de octubre | 21:00 |
| Petrolero (PH)  | 71 - 65 | Huracán (T)      | Plaza Huincul          | 23 de octubre | 20:00 |
| Estudiantes (O) | 80 - 66 | Deportivo Viedma | Parque Carlos Guerrero | 23 de octubre | 20:30 |

| Petrolero (PH)   | 76 - 80 | Huracán (T)     | Plaza Huincul        | 25 de octubre | 21:30 |
| Deportivo Viedma | 81 - 83 | Atenas (CdP)    | Ángel Cayetano Arias | 26 de octubre | 21:30 |
| Huracán (T)      | 70 - 77 | Olimpo (BB)     | Atilio Viglione      | 28 de octubre | 21:30 |
| Atenas (CdP)     | 72 - 80 | Estudiantes (O) | Carmelo Trípodi Calá | 28 de octubre | 21:30 |
| Deportivo Viedma | 90 - 82 | Estudiantes (O) | Ángel Cayetano Arias | 30 de octubre | 21:30 |

| Huracán (T)     | 76 - 83 | Estudiantes (O)  | Atilio Viglione        | 1 de noviembre | 21:30 |
| Olimpo (BB)     | 57 - 45 | Petrolero (PH)   | Norberto Tómas         | 3 de noviembre | 21:00 |
| Atenas (CdP)    | 82 - 85 | Deportivo Viedma | Carmelo Trípodi Calá   | 3 de noviembre | 21:30 |
| Estudiantes (O) | 79 - 71 | Petrolero (PH)   | Parque Carlos Guerrero | 5 de noviembre | 21:00 |
| Huracán (T)     | 97 - 72 | Atenas (CdP)     | Atilio Viglione        | 6 de noviembre | 21:30 |

| Petrolero (PH)   | 80 - 75 | Atenas (CdP) | Plaza Huincul        | 8 de noviembre  | 21:30 |
| Deportivo Viedma | 81 - 75 | Huracán (T)  | Ángel Cayetano Arias | 9 de noviembre  | 21:30 |
| Petrolero (PH)   | 61 - 72 | Olimpo (BB)  | Plaza Huincul        | 11 de noviembre | 21:30 |
| Atenas (CdP)     | 91 - 71 | Huracán (T)  | Carmelo Trípodi Calá | 11 de noviembre | 21:30 |

| Estudiantes (O) | 88 - 85 | Atenas (CdP)     | Parque Carlos Guerrero | 14 de noviembre | 21:00 |
| Huracán (T)     | 73 - 72 | Deportivo Viedma | Atilio Viglione        | 15 de noviembre | 21:30 |
| Olimpo (BB)     | 84 - 74 | Atenas (CdP)     | Norberto Tómas         | 16 de noviembre | 21:00 |
| Petrolero (PH)  | 78 - 91 | Estudiantes (O)  | Plaza Huincul          | 17 de noviembre | 21:30 |
| Olimpo (BB)     | 56 - 75 | Estudiantes (O)  | Norberto Tómas         | 19 de noviembre | 21:00 |
| Atenas (CdP)    | 70 - 56 | Deportivo Viedma | Carmelo Trípodi Calá   | 20 de noviembre | 21:30 |

| Olimpo (BB)      | 70 - 68 | Estudiantes (O)  | Norberto Tómas         | 22 de noviembre | 21:00 |
| Huracán (T)      | 73 - 67 | Petrolero (PH)   | Atilio Viglione        | 22 de noviembre | 21:30 |
| Huracán (T)      | 79 - 74 | Petrolero (PH)   | Atilio Viglione        | 24 de noviembre | 21:30 |
| Deportivo Viedma | 72 - 66 | Olimpo (BB)      | Ángel Cayetano Arias   | 24 de noviembre | 21:30 |
| Atenas (CdP)     | 87 - 74 | Olimpo (BB)      | Carmelo Trípodi Calá   | 26 de noviembre | 21:30 |
| Petrolero (PH)   | 82 - 84 | Deportivo Viedma | Plaza Huincul          | 27 de noviembre | 20:00 |
| Estudiantes (O)  | 93 - 75 | Huracán (T)      | Parque Carlos Guerrero | 30 de noviembre | 21:30 |
| Deportivo Viedma | 79 - 86 | Atenas (CdP)     | Ángel Cayetano Arias   | 30 de noviembre | 21:30 |
| Olimpo (BB)      | 82 - 62 | Huracán (T)      | Norberto Tómas         | 2 de diciembre  | 21:00 |

## Segunda fase

### Conferencia norte
| Equipo | Equipo                           | A    | PJ | PG | PP | Pts |
| ------ | -------------------------------- | ---- | -- | -- | -- | --- |
| 1.°    | Hindú (Resistencia)              | 9-3  | 24 | 20 | 4  | 65  |
| 2.°    | Comunicaciones (Mercedes)        | 8-4  | 24 | 19 | 5  | 63  |
| 3.°    | Unión (Santa Fe) 1               | 9-3  | 24 | 15 | 9  | 60  |
| 4.°    | Villa Ángela Basket 1            | 8-4  | 24 | 16 | 8  | 60  |
| 5.°    | San Isidro (San Francisco)       | 8-4  | 24 | 13 | 11 | 57  |
| 6.°    | Salta Basket 2                   | 6-6  | 24 | 13 | 11 | 55  |
| 7.°    | Barrio Parque 2                  | 8-4  | 24 | 11 | 13 | 55  |
| 8.°    | BHY Tiro Federal Morteros        | 5-7  | 24 | 10 | 14 | 51  |
| 9.°    | Oberá TC 3                       | 3-9  | 24 | 10 | 14 | 49  |
| 10.°   | Villa San Martín (Resistencia) 3 | 6-6  | 24 | 7  | 17 | 49  |
| 11.°   | Independiente BBC                | 3-9  | 24 | 10 | 14 | 48  |
| 12.°   | Asociación Mitre (Tucumán)       | 2-10 | 24 | 8  | 16 | 46  |
| 13.°   | Sportivo Las Parejas             | 3-9  | 24 | 6  | 18 | 44  |

|  | Avanza a los cuartos de final de conferencia. |
|  | Avanza a la fase previa de conferencia.       |

1: Unión de Santa Fe supera en el desempate a Villa Ángela Basket porque ganó los dos enfrentamientos entre ambos. Dichos encuentros se disputaron el 17 de diciembre y el 28 de enero.
2:Salta Basket supera en el desempate a Barrio Parque porque ganó los dos enfrentamientos entre ambos. Dichos encuentros se disputaron el 12 y el 19 de febrero.
3: Oberá Tenis Club supera en el desempate a Villa San Martín de Resistencia por la suma de puntos obtenidos en los enfrentamientos entre ambos en esta fase. Oberá TC suma 160 contra 159 que suma Villa San Martín. Los partidos entre ambos se jugaron el 13 de diciembre y el 18 de enero.
| Villa San Martín (R) | 59 - 66  | Hindú (R)                 | Villa San Martín     | 4 de diciembre  | 20:30 |
| San Isidro (SF)      | 65 - 60  | BHY Tiro Federal Morteros | Severo Robledo       | 5 de diciembre  | 21:30 |
| Villa Ángela Basket  | 84 - 59  | Oberá TC                  | Carlos "mona" Lobera | 5 de diciembre  | 22:00 |
| Salta Basket         | 92 - 101 | Unión (SF)                | Estadio Delmi        | 5 de diciembre  | 22:00 |
| Comunicaciones       | 85 - 62  | Oberá TC                  | Comunicaciones       | 7 de diciembre  | 21:30 |
| Asoc. Mitre (T)      | 85 - 75  | Unión (SF)                | Dionisio Muruaga     | 7 de diciembre  | 22:00 |
| Villa San Martín (R) | 77 - 79  | San Isidro (SF)           | Villa San Martín     | 8 de diciembre  | 21:00 |
| Barrio Parque        | 71 - 60  | Sp. Las Parejas           | Teatro del Parque    | 9 de diciembre  | 21:30 |
| Independiente BBC    | 98 - 101 | Unión (SF)                | Ciudad               | 9 de diciembre  | 22:00 |
| Hindú (R)            | 84 - 57  | San Isidro (SF)           | Ricardo Moro         | 10 de diciembre | 21:00 |
| Asoc. Mitre (T)      | 97 - 86  | Salta Basket              | Dionisio Muruaga     | 10 de diciembre | 22:00 |
| Comunicaciones       | 87 - 68  | Villa San Martín (R)      | Comunicaciones       | 11 de diciembre | 21:00 |
| Barrio Parque        | 85 - 73  | BHY Tiro Federal Morteros | Teatro del Parque    | 11 de diciembre | 21:00 |
| Independiente BBC    | 85 - 56  | Sp. Las Parejas           | Ciudad               | 11 de diciembre | 21:00 |

| Villa Ángela Basket       | 85 - 79  | San Isidro (SF)           | Carlos "mona" Lobera | 12 de diciembre | 22:00 |
| Oberá TC                  | 88 - 92  | Villa San Martín (R)      | Oberá TC             | 13 de diciembre | 21:30 |
| Asoc. Mitre (T)           | 92 - 89  | Sp. Las Parejas           | Dionisio Muruaga     | 13 de diciembre | 22:00 |
| Villa Ángela Basket       | 68 - 100 | Comunicaciones            | Carlos "mona" Lobera | 14 de diciembre | 22:00 |
| BHY Tiro Federal Morteros | 71 - 63  | Independiente BBC         | Estadio Blanco       | 14 de diciembre | 22:00 |
| Salta Basket              | 97 - 87  | Sp. Las Parejas           | Estadio Delmi        | 15 de diciembre | 22:00 |
| Villa San Martín (R)      | 67 - 82  | Comunicaciones            | Villa San Martín     | 16 de diciembre | 21:30 |
| San Isidro (SF)           | 86 - 79  | Independiente BBC         | Severo Robledo       | 16 de diciembre | 21:30 |
| Asoc. Mitre (T)           | 67 - 76  | Hindú (R)                 | Dionisio Muruaga     | 16 de diciembre | 22:00 |
| Unión (SF)                | 102 - 80 | Villa Ángela Basket       | Ángel Malvicino      | 17 de diciembre | 21:30 |
| Barrio Parque             | 80 - 73  | Independiente BBC         | Teatro del Parque    | 18 de diciembre | 21:30 |
| Salta Basket              | 74 - 80  | Hindú (R)                 | Estadio Delmi        | 18 de diciembre | 22:00 |
| Sp. Las Parejas           | 77 - 81  | Villa Ángela Basket       | Sp. Las Parejas      | 19 de diciembre | 21:00 |
| Comunicaciones            | 89 - 67  | Asoc. Mitre (T)           | Comunicaciones       | 19 de diciembre | 21:30 |
| Oberá TC                  | 82 - 85  | BHY Tiro Federal Morteros | Oberá TC             | 19 de diciembre | 21:30 |
| Unión (SF)                | 88 - 68  | Barrio Parque             | Ángel Malvicino      | 21 de diciembre | 21:30 |
| Comunicaciones            | 93 - 63  | BHY Tiro Federal Morteros | Comunicaciones       | 21 de diciembre | 21:30 |
| Villa San Martín (R)      | 79 - 75  | Asoc. Mitre (T)           | Villa San Martín     | 21 de diciembre | 22:00 |

| 22/12 al 13/01, semanas de descanso |
| ----------------------------------- |

| Barrio Parque             | 87 - 93 | San Isidro (SF)     | Teatro del Parque | 16 de enero | 21:30 |
| Hindú (R)                 | 85 - 77 | Oberá TC            | Hindú Club        | 16 de enero | 22:00 |
| Sp. Las Parejas           | 83 - 81 | Asoc. Mitre (T)     | Sp. Las Parejas   | 18 de enero | 21:00 |
| Villa San Martín (R)      | 67 - 72 | Oberá TC            | Villa San Martín  | 18 de enero | 22:00 |
| Independiente BBC         | 85 - 69 | Villa Ángela Basket | Ciudad            | 18 de enero | 22:00 |
| BHY Tiro Federal Morteros | 61 - 74 | Hindú (R)           | Estadio Blanco    | 19 de enero | 22:00 |
| Comunicaciones            | 82 - 62 | Salta Basket        | Comunicaciones    | 20 de enero | 21:30 |
| Unión (SF)                | 87 - 83 | Asoc. Mitre (T)     | Ángel Malvicino   | 20 de enero | 21:30 |
| Barrio Parque             | 85 - 88 | Villa Ángela Basket | Teatro del Parque | 20 de enero | 21:30 |
| San Isidro (SF)           | 58 - 75 | Hindú (R)           | Severo Robledo    | 21 de enero | 21:30 |
| Oberá TC                  | 81 - 72 | Salta Basket        | Oberá TC          | 22 de enero | 21:30 |

| San Isidro (SF)           | 69 - 72  | Sp. Las Parejas      | Severo Robledo       | 24 de enero | 21:30 |
| Comunicaciones            | 71 - 73  | Independiente BBC    | Comunicaciones       | 24 de enero | 21:30 |
| Villa San Martín (R)      | 71 - 83  | Unión (SF)           | Villa San Martín     | 24 de enero | 22:00 |
| Oberá TC                  | 83 - 74  | Independiente BBC    | Oberá TC             | 26 de enero | 21:30 |
| Hindú (R)                 | 94 - 84  | Unión (SF)           | Hindú Club           | 26 de enero | 22:00 |
| BHY Tiro Federal Morteros | 82 - 65  | Sp. Las Parejas      | Estadio Blanco       | 26 de enero | 22:00 |
| Salta Basket              | 77 - 73  | San Isidro (SF)      | Estadio Delmi        | 27 de enero | 22:00 |
| Villa Ángela Basket       | 79 - 93  | Unión (SF)           | Carlos "mona" Lobera | 28 de enero | 22:00 |
| Sp. Las Parejas           | 81 - 88  | Barrio Parque        | Sp. Las Parejas      | 29 de enero | 21:00 |
| Hindú (R)                 | 79 - 54  | Villa San Martín (R) | Hindú Club           | 29 de enero | 22:00 |
| Independiente BBC         | 68 - 76  | Comunicaciones       | Ciudad               | 29 de enero | 22:00 |
| Asoc. Mitre (T)           | 101 - 97 | San Isidro (SF)      | Dionisio Muruaga     | 29 de enero | 22:00 |

| Asoc. Mitre (T)      | 70 - 82  | Comunicaciones            | Dionisio Muruaga     | 31 de enero  | 22:00 |
| Independiente BBC    | 62 - 64  | San Isidro (SF)           | Ciudad               | 31 de enero  | 22:00 |
| Sp. Las Parejas      | 95 - 90  | Oberá TC                  | Sp. Las Parejas      | 1 de febrero | 21:00 |
| Villa Ángela Basket  | 77 - 64  | Villa San Martín (R)      | Carlos "mona" Lobera | 1 de febrero | 22:00 |
| Salta Basket         | 72 - 77  | Comunicaciones            | Estadio Delmi        | 2 de febrero | 22:00 |
| Hindú (R)            | 75 - 58  | BHY Tiro Federal Morteros | Hindú Club           | 2 de febrero | 22:00 |
| Sp. Las Parejas      | 79 - 81  | Independiente BBC         | Sp. Las Parejas      | 3 de febrero | 21:00 |
| Unión (SF)           | 89 - 86  | Oberá TC                  | Ángel Malvicino      | 3 de febrero | 21:30 |
| Villa San Martín (R) | 77 - 69  | BHY Tiro Federal Morteros | Villa San Martín     | 4 de febrero | 21:30 |
| San Isidro (SF)      | 74 - 57  | Barrio Parque             | Severo Robledo       | 4 de febrero | 21:30 |
| Unión (SF)           | 105 - 88 | Independiente BBC         | Ángel Malvicino      | 5 de febrero | 21:30 |

| Barrio Parque             | 71 - 60 | Villa San Martín (R) | Teatro del Parque | 8 de febrero  | 21:30 |
| San Isidro (SF)           | 80 - 72 | Villa Ángela Basket  | Severo Robledo    | 8 de febrero  | 21:30 |
| Independiente BBC         | 77 - 63 | Asoc. Mitre (T)      | Ciudad            | 8 de febrero  | 22:00 |
| Comunicaciones            | 72 - 77 | Hindú (R)            | Comunicaciones    | 9 de febrero  | 21:30 |
| Unión (SF)                | 91 - 65 | Sp. Las Parejas      | Ángel Malvicino   | 9 de febrero  | 21:30 |
| San Isidro (SF)           | 63 - 61 | Villa San Martín     | Severo Robledo    | 10 de febrero | 21:30 |
| Independiente BBC         | 69 - 67 | Salta Basket         | Ciudad            | 10 de febrero | 22:00 |
| BHY Tiro Federal Morteros | 63 - 65 | Villa Ángela Basket  | Estadio Blanco    | 10 de febrero | 22:00 |
| Oberá TC                  | 86 - 75 | Hindú (R)            | Oberá TC          | 11 de febrero | 21:30 |
| Barrio Parque             | 76 - 78 | Salta Basket         | Teatro del Parque | 12 de febrero | 21:30 |
| BHY Tiro Federal Morteros | 82 - 76 | Villa San Martín (R) | Teatro del Parque | 12 de febrero | 22:00 |

| Oberá TC                  | 80 - 74 | Comunicaciones            | Oberá TC             | 13 de febrero | 21:30 |
| Sp. Las Parejas           | 70 - 91 | Salta Basket              | Sp. Las Parejas      | 14 de febrero | 21:00 |
| Hindú (R)                 | 64 - 80 | Comunicaciones            | Hindú Club           | 15 de febrero | 22:00 |
| BHY Tiro Federal Morteros | 57 - 63 | San Isidro (SF)           | Estadio Blanco       | 15 de febrero | 22:00 |
| Independiente BBC         | 75 - 74 | Barrio Parque             | Ciudad               | 15 de febrero | 22:00 |
| Oberá TC                  | 83 - 88 | Unión (SF)                | Oberá TC             | 16 de febrero | 21:30 |
| Asoc. Mitre (T)           | 66 - 77 | Barrio Parque             | Dionisio Muruaga     | 17 de febrero | 22:00 |
| Villa Ángela Basket       | 80 - 57 | Sp. Las Parejas           | Carlos "mona" Lobera | 17 de febrero | 22:00 |
| Comunicaciones            | 93 - 70 | Unión (SF)                | Comunicaciones       | 18 de febrero | 21:30 |
| Villa San Martín (R)      | 76 - 67 | Sp. Las Parejas           | Villa San Martín     | 19 de febrero | 20:30 |
| Independiente BBC         | 79 - 75 | BHY Tiro Federal Morteros | Ciudad               | 19 de febrero | 22:00 |
| Salta Basket              | 78 - 75 | Barrio Parque             | Estadio Delmi        | 19 de febrero | 22:00 |

| San Isidro (SF)           | 73 - 84 | Asoc. Mitre (T)           | Severo Robledo       | 20 de febrero | 21:30 |
| Villa Ángela Basket       | 80 - 67 | BHY Tiro Federal Morteros | Carlos "mona" Lobera | 21 de febrero | 22:00 |
| Hindú (R)                 | 81 - 64 | Sportivo Las Parejas      | Hindú Club           | 21 de febrero | 22:00 |
| Barrio Parque             | 79 - 68 | Asoc. Mitre (T)           | Teatro del Parque    | 22 de febrero | 21:30 |
| San Isidro (SF)           | 72 - 71 | Comunincaciones           | Severo Robledo       | 22 de febrero | 21:30 |
| Barrio Parque             | 61 - 76 | Comunicaciones            | Teatro del Parque    | 24 de febrero | 21:30 |
| Oberá TC                  | 93 - 75 | Villa Ángela Basket       | Oberá TC             | 24 de febrero | 21:30 |
| BHY Tiro Federal Morteros | 89 - 86 | Asoc. Mitre (T)           | Estadio Blanco       | 24 de febrero | 22:00 |
| Sp. Las Parejas           | 68 - 74 | San Isidro (SF)           | Sp. Las Parejas      | 25 de febrero | 21:00 |
| Unión (SF)                | 85 - 82 | Villa San Martín          | Ángel Malvicino      | 25 de febrero | 21:30 |
| Hindú (R)                 | 65 - 54 | Villa Ángela Basket       | Hindú Club           | 26 de febrero | 21:00 |
| BHY Tiro Federal Morteros | 69 - 82 | Comunicaciones            | Estadio Blanco       | 26 de febrero | 22:00 |
| Salta Basket              | 96 - 75 | Independiente BBC         | Estadio Delmi        | 26 de febrero | 22:00 |

| Sp. Las Parejas           | 90 - 84 | Villa San Martín (R) | Sp. Las Parejas      | 27 de febrero | 21:00 |
| Unión (SF)                | 74 - 67 | San Isidro (SF)      | Ángel Malvicino      | 27 de febrero | 21:30 |
| Asoc. Mitre (T)           | 75 - 74 | Independiente BBC    | Dionisio Muruaga     | 28 de febrero | 22:00 |
| Unión (SF)                | 95 - 96 | Salta Basket         | Ángel Malvicino      | 1 de marzo    | 21:30 |
| Villa Ángela Basket       | 63 - 74 | Hindú (R)            | Carlos "mona" Lobera | 1 de marzo    | 22:00 |
| BHY Tiro Federal Morteros | 75 - 66 | Barrio Parque        | Estadio Blanco       | 2 de marzo    | 22:00 |
| San Isidro (SF)           | 78 - 65 | Salta Basket         | Severo Robledo       | 3 de marzo    | 21:30 |
| Villa San Martín (R)      | 65 - 69 | Villa Ángela Basket  | Villa San Martín     | 4 de marzo    | 21:30 |
| BHY Tiro Federal Morteros | 73 - 67 | Salta Basket         | Estadio Blanco       | 5 de marzo    | 22:00 |
| Independiente BBC         | 79 - 72 | Oberá TC             | Ciudad               | 5 de marzo    | 22:00 |

| Sportivo Las Parejas | 81 - 87 | Unión (SF)                | Sp. Las Parejas      | 6 de marzo  | 21:00 |
| Comunicaciones       | 61 - 76 | Villa Ángela Basket       | Comunicaciones       | 6 de marzo  | 21:30 |
| Hindú (R)            | 85 - 75 | Barrio Parque             | Hindú Club           | 6 de marzo  | 22:00 |
| Asoc. Mitre (T)      | 90 - 89 | Oberá TC                  | Dionisio Muruaga     | 7 de marzo  | 22:00 |
| Villa San Martín (R) | 66 - 87 | Barrio Parque             | Villa San Martín     | 8 de marzo  | 21:30 |
| Unión (SF)           | 73 - 89 | Hindú (R)                 | Ángel Malvicino      | 9 de marzo  | 21:30 |
| Salta Basket         | 84 - 73 | Oberá TC                  | Delmi                | 9 de marzo  | 22:00 |
| Asoc. Mitre (T)      | 84 - 80 | BHY Tiro Federal Morteros | Dionisio Muruaga     | 9 de marzo  | 22:00 |
| Villa Ángela Basket  | 79 - 67 | Barrio Parque             | Carlos "mona" Lobera | 10 de marzo | 22:00 |
| Sp. Las Parejas      | 97 - 88 | Hindú (R)                 | Sportivo Las Parejas | 11 de marzo | 21:00 |
| Comunicaciones       | 71 - 48 | San Isidro (SF)           | Comunicaciones       | 11 de marzo | 21:30 |
| Salta Basket         | 82 - 79 | BHY Tiro Federal Morteros | Delmi                | 11 de marzo | 22:00 |
| Villa Ángela Basket  | 90 - 81 | Asoc. Mitre (T)           | Carlos "mona" Lobera | 12 de marzo | 22:00 |

| Oberá TC                  | 77 - 71  | San Isidro (SF)   | Oberá TC             | 13 de marzo | 21:30 |
| Villa San Martín (R)      | 88 - 76  | Independiente BBC | Villa San Martín     | 14 de marzo | 21:30 |
| Hindú (R)                 | 69 - 65  | Asoc. Mitre (T)   | Hindú Club           | 14 de marzo | 22:00 |
| BHY Tiro Federal Morteros | 85 - 79  | Unión (SF)        | Estadio Blanco       | 15 de marzo | 22:00 |
| Villa San Martín (R)      | 96 - 97  | Salta Basket      | Villa San Martín     | 16 de marzo | 21:30 |
| Oberá TC                  | 84 - 64  | Asoc. Mitre (T)   | Oberá TC             | 16 de marzo | 21:30 |
| Comunicaciones            | 103 - 59 | Sp. Las Parejas   | Comunicaciones       | 16 de marzo | 21:30 |
| Hindú (R)                 | 98 - 75  | Independiente BBC | Hindú Club           | 16 de marzo | 22:00 |
| Barrio Parque             | 76 - 69  | Unión (SF)        | Teatro del Parque    | 17 de marzo | 21:30 |
| Hindú (R)                 | 72 - 79  | Salta Basket      | Hindú Club           | 18 de marzo | 21:00 |
| Oberá TC                  | 105 - 75 | Sp. La Parejas    | Oberá TC             | 18 de marzo | 21:30 |
| Villa Ángela Basket       | 99 - 77  | Independiente BBC | Carlos "mona" Lobera | 18 de marzo | 22:00 |
| San Isidro (SF)           | 66 - 54  | Unión (SF)        | Severo Robledo       | 19 de marzo | 21:30 |

| Oberá TC                  | 64 - 81  | Barrio Parque             | Oberá TC             | 20 de marzo | 21:30 |
| Villa Ángela Basket       | 94 - 68  | Salta Basket              | Carlos "mona" Lobera | 20 de marzo | 22:00 |
| Comunicaciones            | 79 - 69  | Barrio Parque             | Comunicaciones       | 22 de marzo | 21:30 |
| Salta Basket              | 87 - 86  | Villa San Martín (R)      | Delmi                | 23 de marzo | 22:00 |
| BHY Tiro Federal Morteros | 93 - 67  | Oberá TC                  | Estadio Blanco       | 23 de marzo | 22:00 |
| Asoc. Mitre (T)           | 79 - 82  | Villa Ángela Basket       | Dionisio Muruaga     | 23 de marzo | 22:00 |
| Sp. Las Parejas           | 67 - 84  | Comunicaciones            | Sp. Las Parejas      | 25 de marzo | 21:00 |
| Barrio Parque             | 87 - 68  | Oberá TC                  | Teatro del Parque    | 25 de marzo | 21:30 |
| Unión (SF)                | 105 - 69 | BHY Tiro Federal Morteros | Ángel Malvicino      | 25 de marzo | 21:30 |
| Asoc. Mitre (T)           | 80 - 87  | Villa San Martín (R)      | Dionisio Muruaga     | 25 de marzo | 22:00 |
| Independiente BBC         | 53 - 64  | Hindú (R)                 | Ciudad               | 25 de marzo | 22:00 |
| Salta Basket              | 72 - 77  | Villa Ángela Basket       | Delmi                | 25 de marzo | 22:00 |
| Sp. Las Parejas           | 58 - 74  | BHY Tiro Federal Morteros | Sp. Las Parejas      | 27 de marzo | 21:30 |
| Barrio Parque             | 65 - 68  | Hindú (R)                 | Teatro del Parque    | 27 de marzo | 21:30 |
| San Isidro (SF)           | 70 - 85  | Oberá TC                  | Severo Robledo       | 27 de marzo | 21:30 |
| Unión (SF)                | 75 - 83  | Comunicaciones            | Ángel Malvicino      | 27 de marzo | 21:30 |
| Salta Basket              | 87 - 68  | Asoc. Mitre (T)           | Delmi                | 27 de marzo | 21:30 |
| Independiente BBC         | 70 - 77  | Villa San Martín (R)      | Ciudad               | 27 de marzo | 21:30 |

### Conferencia sur
| Equipo | Equipo                       | A   | PJ | PG | PP | Pts |
| ------ | ---------------------------- | --- | -- | -- | -- | --- |
| 1.°    | Deportivo Viedma 1           | 7-5 | 24 | 16 | 8  | 59  |
| 2.°    | Estudiantes (Olavarría) 1    | 9-3 | 24 | 14 | 10 | 59  |
| 3.°    | Parque Sur                   | 7-5 | 24 | 14 | 10 | 57  |
| 4.°    | Huracán (Trelew) 2           | 5-7 | 24 | 15 | 9  | 56  |
| 5.°    | Olimpo (Bahía Blanca) 2      | 7-5 | 24 | 13 | 11 | 56  |
| 6.°    | Ciclista Juninense 2         | 8-4 | 24 | 12 | 12 | 56  |
| 7.°    | Temperley                    | 8-4 | 25 | 11 | 13 | 55  |
| 8.°    | Atenas (Carmen de Patagones) | 5-7 | 24 | 13 | 11 | 54  |
| 9.°    | Tomás de Rocamora 3          | 6-6 | 24 | 11 | 13 | 53  |
| 10.°   | Platense 3                   | 7-5 | 24 | 10 | 14 | 53  |
| 11.°   | Petrolero Argentino (PH)     | 3-9 | 24 | 10 | 14 | 50  |
| 12.°   | Gimnasia (La Plata)          | 3-9 | 24 | 10 | 14 | 49  |
| 13.°   | La Unión (Colón)             | 3-9 | 24 | 6  | 18 | 45  |

|  | Avanza a los cuartos de final de conferencia. |
|  | Avanza a la fase previa de conferencia.       |

1: Deportivo Viedma supera en el desempate a Estudiantes de Olavarría porque ganó los dos enfrentamientos entre ambos. Dichos encuentros se disputaron el 8 de diciembre y el 14 de marzo.
2: Huracán de Trelew se encuentra por encima de Olimpo de Bahía Blanca y de Ciclista Juninense por haber logrado mejor resultado ante estos rivales. Olimpo supera a Ciclista por el mismo motivo.
3: Tomás de Rocamora supera en el desempate a Platense por la suma de puntos obtenidos en los enfrentamientos entre ambos en esta fase. Rocamora suma 154 contra 149 que suma Platense. Los partidos entre ambos se jugaron el 13 de febrero y el 30 de marzo.
| Temperley          | 85 - 73  | Gimnasia (LP)      | Temperley               | 5 de diciembre  | 21:00 |
| Platense           | 78 - 68  | Ciclista Juninense | Platense                | 5 de diciembre  | 21:00 |
| Tomás de Rocamora  | 83 - 90  | Parque Sur         | Julio César Paccagnella | 5 de diciembre  | 21:30 |
| Atenas             | 80 - 70  | Deportivo Viedma   | Carmelo Trípodi Calá    | 5 de diciembre  | 21:30 |
| Huracán (T)        | 54 - 75  | Estudiantes (O)    | Atilio Viglione         | 6 de diciembre  | 21:30 |
| Deportivo Viedma   | 82 - 77  | Estudiantes (O)    | Ángel Cayetano Arias    | 8 de diciembre  | 21:30 |
| Gimnasia (LP)      | 74 - 68  | Tomás de Rocamora  | Polideportivo           | 8 de diciembre  | 21:30 |
| Ciclista Juninense | 89 - 69  | Temperley          | Raúl "chuni" Merlo      | 8 de diciembre  | 21:30 |
| Platense           | 94 - 86  | La Unión (C)       | Vicente López           | 9 de diciembre  | 21:00 |
| Olimpo (BB)        | 80 - 70  | Huracán (T)        | Norberto Tomas          | 9 de diciembre  | 21:00 |
| Atenas (CdP)       | 68 - 84  | Estudiantes (O)    | Carmelo Trípodi Calá    | 10 de diciembre | 21:30 |
| Petrolero (PH)     | 61 - 59  | Tomás de Rocamora  | Plaza Huincul           | 10 de diciembre | 21:30 |
| Temperley          | 100 - 80 | La Unión (C)       | Temperley               | 11 de diciembre | 20:00 |
| Ciclista Juninense | 82 - 72  | Huracán (T)        | Raúl "chuni" Merlo      | 11 de diciembre | 21:00 |

| Parque Sur        | 68 - 61  | Gimnasia (LP)      | Parque Sur              | 12 de diciembre | 21:00 |
| Olimpo (BB)       | 101 - 66 | Platense           | Norberto Tomas          | 12 de diciembre | 21:00 |
| Petrolero (PH)    | 92 - 77  | Deportivo Viedma   | Plaza Huincul           | 12 de diciembre | 21:30 |
| Estudiantes (O)   | 82 - 75  | Huracán (T)        | Parque Carlos Guerrero  | 13 de diciembre | 21:30 |
| Tomás de Rocamora | 87 - 75  | Gimnasia (LP)      | Julio César Paccagnella | 14 de diciembre | 21:30 |
| Atenas (CdP)      | 81 - 82  | Olimpo (BB)        | Carmelo Trípodi Calá    | 15 de diciembre | 21:30 |
| La Unión (C)      | 100 - 99 | Gimnasia (LP)      | Carlos Delasoie         | 16 de diciembre | 21:30 |
| Estudiantes (O)   | 88 - 76  | Ciclista Juninense | Parque Carlos Guerrero  | 16 de diciembre | 21:30 |
| Petrolero (PH)    | 70 - 73  | Parque Sur         | Plaza Huincul           | 16 de diciembre | 21:30 |
| Deportivo Viedma  | 83 - 85  | Olimpo (BB)        | Ángel Cayetano Arias    | 17 de diciembre | 21:30 |
| Platense          | 80 - 58  | Temperley          | Vicente López           | 18 de diciembre | 20:00 |
| Petrolero (PH)    | 81 - 72  | Atenas (CdP)       | Plaza Huincul           | 18 de diciembre | 21:00 |
| Huracán (T)       | 70 - 66  | Parque Sur         | Atilio Viglione         | 18 de diciembre | 21:30 |
| Tomás de Rocamora | 89 - 87  | La Unión (C)       | Julio César Paccagnella | 19 de diciembre | 21:30 |
| Gimnasia (LP)     | 72 - 79  | Ciclista Juninense | Vìctor Nethol           | 20 de diciembre | 21:00 |
| Huracán (T)       | 94 - 80  | Atenas (CdP)       | Atilio Viglione         | 20 de diciembre | 21:30 |
| Estudiantes (O)   | 83 - 77  | Parque Sur         | Parque Carlos Guerrero  | 20 de diciembre | 21:30 |

| 22/12 al 13/01, semanas de descanso |
| ----------------------------------- |

| Platense           | 67 - 88 | Huracán (T)        | Vicente López           | 14 de enero | 21:00 |
| Olimpo (BB)        | 91 - 86 | Deportivo Viedma   | Norberto Tomas          | 14 de enero | 21:00 |
| Tomás de Rocamora  | 73 - 72 | Estudiantes (O)    | Julio César Paccagnella | 14 de enero | 21:30 |
| Petrolero (PH)     | 74 - 89 | Ciclista Juninense | Plaza Huincul           | 14 de enero | 21:30 |
| Parque Sur         | 91 - 83 | Estudiantes (O)    | Parque Sur              | 16 de enero | 21:00 |
| Olimpo (BB)        | 66 - 58 | Ciclista Juninense | Norberto Tomas          | 16 de enero | 21:00 |
| Temperley          | 56 - 57 | Huracán (T)        | Temperley               | 16 de enero | 21:00 |
| Atenas (CdP)       | 80 - 70 | Petrolero (PH)     | Carmelo Trípodi Calá    | 17 de enero | 21:30 |
| La Unión (C)       | 96 - 90 | Estudiantes (O)    | Carlos Delasoie         | 18 de enero | 21:30 |
| Gimnasia (LP)      | 76 - 82 | Huracán (T)        | Polideportivo           | 18 de enero | 21:30 |
| Platense           | 69 - 70 | Parque Sur         | Vicente López           | 19 de enero | 21:00 |
| Deportivo Viedma   | 78 - 70 | Petrolero (PH)     | Ángel Cayetano Arias    | 19 de enero | 21:30 |
| Ciclista Juninense | 81 - 68 | Atenas (CdP)       | Raúl "chuni" Merlo      | 20 de enero | 21:30 |
| Huracán (T)        | 78 - 45 | Petrolero (PH)     | Atilio Viglione         | 21 de enero | 21:30 |
| Gimnasia (LP)      | 90 - 97 | Atenas (CdP)       | Polideportivo           | 22 de enero | 21:00 |
| La Unión (C)       | 86 - 89 | Olimpo (BB)        | Carlos Delasoie         | 22 de enero | 21:30 |

| Deportivo Viedma   | 74 - 69 | Temperley     | Ángel Cayetano Arias    | 23 de enero | 21:30 |
| Parque Sur         | 94 - 83 | Olimpo (BB)   | Parque Sur              | 24 de enero | 21:00 |
| Estudiantes (O)    | 83 - 92 | Platense      | Parque Guerrero         | 24 de enero | 21:30 |
| Atenas (CdP)       | 90 - 88 | Temperley     | Carmelo Trípodi Calá    | 25 de enero | 21:30 |
| Tomás de Rocamora  | 75 - 72 | Olimpo (BB)   | Julio César Paccagnella | 26 de enero | 21:00 |
| Petrolero (PH)     | 86 - 84 | La Unión (C)  | Plaza Huincul           | 26 de enero | 21:30 |
| Deportivo Viedma   | 96 - 93 | Gimnasia (LP) | Ángel Cayetano Arias    | 26 de enero | 21:30 |
| Ciclista Juninense | 96 - 78 | Parque Sur    | Raúl "chuni" Merlo      | 27 de enero | 21:30 |
| Temperley          | 83 - 80 | Platense      | Temperley               | 28 de enero | 21:00 |
| Huracán (T)        | 69 - 66 | La Unión (C)  | Atilio Viglione         | 28 de enero | 21:30 |
| Atenas (CdP)       | 87 - 80 | Gimnasia (LP) | Carmelo Trípodi Calá    | 28 de enero | 21:30 |

| Platense           | 73 - 77 | Gimnasia (LP)      | Platense                 | 31 de enero  | 21:00 |
| Estudiantes (O)    | 91 - 81 | Atenas (CdP)       | Parque Guerrero          | 31 de enero  | 21:30 |
| Tomás de Rocamora  | 74 - 79 | Deportivo Viedma   | Julio César Paccagnellla | 31 de enero  | 21:30 |
| La Unión (C)       | 83 - 91 | Ciclista Juninense | Carlos Delasoie          | 31 de enero  | 21:30 |
| Olimpo (BB)        | 61 - 80 | Atenas (CdP)       | Norberto Tomas           | 2 de febrero | 21:00 |
| Parque Sur         | 82 - 79 | Deportivo Viedma   | Parque Sur               | 2 de febrero | 21:00 |
| Ciclista Juninense | 84 - 88 | Plantense          | Raúl "chuni" Merlo       | 3 de febrero | 21:30 |
| Parque Sur         | 84 - 67 | Tomás de Rocamora  | Parque Sur               | 4 de febrero | 21:00 |
| Petrolero (PH)     | 86 - 79 | Temperley          | Plaza Huincul            | 4 de febrero | 21:30 |
| Deportivo Viedma   | 79 - 83 | Atenas (CdP)       | Ángel Cayetano Arias     | 5 de febrero | 21:30 |

| La Unión (C)       | 83 - 85   | Tomás de Rocamora | Carlos Delasoie      | 6 de febrero  | 21:30 |
| Huracán (T)        | 88 - 85   | Temperley         | Atilio Viglione      | 6 de febrero  | 21:30 |
| Ciclista Juninense | 70 - 78   | Estudiantes (O)   | Raúl "chuni" Merlo   | 8 de febrero  | 21:30 |
| La Unión (C)       | 102 - 110 | Deportivo Viedma  | Carlos Delasoie      | 8 de febrero  | 21:30 |
| Gimnasia (LP)      | 84 - 78   | Petrolero (PH)    | Polideportivo        | 8 de febrero  | 21:30 |
| Olimpo (BB)        | 82 - 69   | Parque Sur        | Norberto Tomas       | 9 de febrero  | 21:00 |
| Platense           | 69 - 77   | Petrolero (PH)    | Vicente López        | 10 de febrero | 21:00 |
| Temperley          | 77 - 83   | Deportivo Viedma  | Temperley            | 10 de febrero | 21:30 |
| Gimnasia (LP)      | 89 - 75   | La Unión (C)      | Polideportivo        | 11 de febrero | 21:30 |
| Atenas (CdP)       | 81 - 67   | Parque Sur        | Carmelo Trípodi Calá | 11 de febrero | 21:30 |
| Temperley          | 71 - 66   | Petrolero (PH)    | Temperley            | 12 de febrero | 20:00 |

| Ciclista Juninense | 63 - 80  | La Unión (C)       | Raúl "chuni" Merlo      | 13 de febrero | 21:30 |
| Tomás de Rocamora  | 80 - 81  | Platense           | Julio César Paccagnella | 13 de febrero | 21:30 |
| Deportivo Viedma   | 96 - 73  | Parque Sur         | Ángel Cayetano Castro   | 13 de febrero | 21:30 |
| Ciclista Juninense | 74 - 68  | Olimpo (BB)        | Raúl "chuni" Merlo      | 15 de febrero | 21:30 |
| Estudiantes (O)    | 87 - 70  | La Unión (C)       | Parque Carlos Guerrero  | 15 de febrero | 21:30 |
| Petrolero (PH)     | 56 - 71  | Huracán (T)        | Plaza Huincul           | 15 de febrero | 21:30 |
| Platense           | 82 - 92  | Deportivo Viedma   | Vicente López           | 16 de febrero | 21:00 |
| Estudiantes (O)    | 79 - 77  | Olimpo (BB)        | Parque Carlos Guerrero  | 17 de febrero | 21:30 |
| Parque Sur         | 72 - 61  | Ciclista Juninense | Parque Sur              | 18 de febrero | 21:00 |
| Huracán (T)        | 97 - 91  | Tomás de Rocamora  | Atilio Viglione         | 18 de febrero | 21:30 |
| Gimnasia (LP)      | 97 - 102 | Deportivo Viedma   | Polideportivo           | 18 de febrero | 21:30 |
| Atenas (CdP)       | 93 - 83  | Platense           | Carmelo Trípodi Calá    | 19 de febrero | 21:30 |

| Temperley          | 101 - 84 | Tomás de Rocamora | Temperley               | 20 de febrero | 21:30 |
| Gimnasia (LP)      | 90 - 71  | Parque Sur        | Polideportivo           | 21 de febrero | 21:30 |
| Deportivo Viedma   | 101 - 90 | Platense          | Ángel Cayetano Arias    | 21 de febrero | 21:30 |
| La Unión (C)       | 79 - 74  | Huracán (T)       | Carlos Delasoie         | 22 de febrero | 21:30 |
| Ciclista Juninense | 71 - 70  | Petrolero (PH)    | Raúl "chuni" Merlo      | 22 de febrero | 21:30 |
| Parque Sur         | 86 - 68  | Huracán (T)       | Parque Sur              | 24 de febrero | 21:00 |
| Ciclista Juninense | 82 - 76  | Gimnasia (LP)     | Raúl "chuni" Merlo      | 24 de febrero | 21:00 |
| Estudiantes (O)    | 76 - 73  | Petrolero (PH)    | Parque Guerrero         | 24 de febrero | 21:30 |
| Temperley          | 79 - 68  | Atenas (CdP)      | Temperley               | 25 de febrero | 21:30 |
| Olimpo (BB)        | 81 - 74  | Petrolero (PH)    | Norberto Tomas          | 26 de febrero | 20:30 |
| Tomás de Rocamora  | 90 - 75  | Huracán (T)       | Julio César Paccagnella | 26 de febrero | 21:30 |

| Platense          | 79 - 59 | Atenas (CdP)       | Vicente López           | 27 de febrero | 21:00 |
| Parque Sur        | 98 - 95 | La Unión (C)       | Parque Sur              | 27 de febrero | 21:00 |
| Tomás de Rocamora | 97 - 74 | Temperley          | Julio César Paccagnella | 28 de febrero | 21:30 |
| Deportivo Viedma  | 92 - 80 | Ciclista Juninense | Ángel Cayetano Arias    | 1 de marzo    | 21:30 |
| Parque Sur        | 66 - 74 | Temperley          | Parque Sur              | 2 de marzo    | 21:00 |
| Olimpo (BB)       | 82 - 77 | Tomás de Rocamora  | Norberto Tomas          | 3 de marzo    | 21:00 |
| Atenas (CdP)      | 73 - 77 | Ciclista Juninense | Carmelo Trípodi Calá    | 3 de marzo    | 21:30 |
| Huracán (T)       | 91 - 85 | Platense           | Atilio Viglione         | 3 de marzo    | 21:30 |
| La Unión (C)      | 86 - 69 | Temperley          | Carlos Delasoie         | 4 de marzo    | 21:30 |
| Petrolero (PH)    | 73 - 71 | Platense           | Plaza Huincul           | 5 de marzo    | 21:00 |
| Gimnasia (LP)     | 73 - 64 | Estudiantes (O)    | Polideportivo           | 5 de marzo    | 21:30 |
| Atenas (CdP)      | 87 - 75 | Tomás de Rocamora  | Carmelo Trípodi Calá    | 5 de marzo    | 21:30 |
| Huracán (T)       | 81 - 71 | Ciclista Juninense | Atilio Viglione         | 5 de marzo    | 21:30 |

| Temperley          | 70 - 85  | Estudiantes (O)   | Temperley               | 7 de marzo  | 21:00 |
| Deportivo Viedma   | 75 - 59  | Tomás de Rocamora | Ángel Cayetano Arias    | 7 de marzo  | 21:30 |
| Gimnasia (LP)      | 84 - 68  | Olimpo (BB)       | Polideportivo           | 7 de marzo  | 21:30 |
| La Unión (C)       | 70 - 80  | Atenas (CdP)      | Carlos Delasoie         | 8 de marzo  | 21:30 |
| Platense           | 98 - 80  | Estudiantes (O)   | Vicente López           | 9 de marzo  | 21:00 |
| Temperley          | 82 - 79  | Olimpo (BB)       | Temperley               | 9 de marzo  | 21:00 |
| Parque Sur         | 74 - 73  | Atenas (CdP)      | Parque Sur              | 10 de marzo | 21:30 |
| Petrolero (PH)     | 100 - 96 | Gimnasia (LP)     | Plaza Huincul           | 10 de marzo | 21:30 |
| Platense           | 76 - 69  | Olimpo (BB)       | Vicente López           | 11 de marzo | 20:00 |
| Ciclista Juninense | 76 - 82  | Deportivo Viedma  | Raúl "chuni" Merlo      | 12 de marzo | 21:00 |
| Tomás de Rocamora  | 80 - 70  | Atenas (CdP)      | Julio César Paccagnella | 12 de marzo | 21:30 |
| Huracán (T)        | 78 - 84  | Gimnasia (LP)     | Atilio Viglione         | 12 de marzo | 21:30 |

| La Unión (C)       | 109 - 95 | Petrolero (PH)    | Carlos Delasoie         | 13 de marzo | 21:30 |
| Olimpo (BB)        | 84 - 87  | Temperley         | Norberto Tomas          | 14 de marzo | 21:00 |
| Estudiantes (O)    | 79 - 87  | Deportivo Viedma  | Parque Carlos Guerrero  | 14 de marzo | 21:30 |
| Tomás de Rocamora  | 83 - 80  | Petrolero (PH)    | Julio César Paccagnella | 15 de marzo | 21:30 |
| Olimpo (BB)        | 86 - 64  | La Unión (C)      | Norberto Tomas          | 16 de marzo | 21:00 |
| Gimnasia (LP)      | 87 - 64  | Platense          | Polideportivo           | 16 de marzo | 21:30 |
| Estudiantes (O)    | 86 - 66  | Temperley         | Parque Carlos Guerrero  | 16 de marzo | 21:30 |
| Parque Sur         | 87 - 88  | Petrolero (PH)    | Parque Sur              | 17 de marzo | 21:30 |
| Atenas (CdP)       | 99 - 88  | La Unión (C)      | Carmelo Trípodi Calá    | 18 de marzo | 21:30 |
| Ciclista Juninense | 81 - 66  | Tomás de Rocamora | Raúl "chuni" Merlo      | 19 de marzo | 21:00 |
| Huracán (T)        | 82 - 68  | Olimpo (BB)       | Atilio Viglione         | 19 de marzo | 21:30 |

| Temperley         | 87 - 84 | Parque Sur         | Temperley               | 20 de marzo | 21:00 |
| Deportivo Viedma  | 79 - 71 | La Unión (C)       | Ángel Cayetano Arias    | 20 de marzo | 21:30 |
| Estudiantes (O)   | 84 - 79 | Tomás de Rocamora  | Parque Carlos Guerrero  | 21 de marzo | 21:30 |
| Parque Sur        | 80 - 78 | Platense           | Parque Sur              | 23 de marzo | 21:30 |
| Deportivo Viedma  | 85 - 87 | Huracán (T)        | Ángel Cayetano Arias    | 23 de marzo | 21:30 |
| Gimnasia (LP)     | 76 - 63 | Temperley          | Polideportivo           | 23 de marzo | 21:30 |
| Olimpo (BB)       | 84 - 78 | Estudiantes (O)    | Norberto Tomas          | 24 de marzo | 21:00 |
| Tomás de Rocamora | 80 - 69 | Ciclista Juninense | Julio César Paccagnella | 25 de marzo | 21:30 |
| Atenas (CdP)      | 89 - 73 | Huracán (T)        | Carmelo Trípodi Calá    | 25 de marzo | 21:30 |
| Petrolero (PH)    | 75 - 74 | Estudiantes (O)    | Plaza Huincul           | 26 de marzo | 21:00 |
| La Unión (C)      | 93 - 97 | Platense           | Carlos Delasoie         | 26 de marzo | 21:30 |
| Olimpo (BB)       | 86 - 75 | Gimnasia (LP)      | Norberto Tomas          | 28 de marzo | 21:00 |
| Platense          | 68 - 74 | Tomás de Rocamora  | Vicente López           | 30 de marzo | 21:30 |
| Temperley         | 79 - 69 | Ciclista Juninense | Temperley               | 30 de marzo | 21:30 |
| La Unión (C)      | 76 - 89 | Parque Sur         | Carlos Delasoie         | 30 de marzo | 21:30 |
| Estudiantes (O)   | 92 - 87 | Gimnasia (LP)      | Parque Carlos Guerrero  | 30 de marzo | 21:30 |
| Huracán (T)       | 81 - 76 | Deportivo Viedma   | Atilio Viglione         | 30 de marzo | 21:30 |
| Petrolero (PH)    | 89 - 82 | Olimpo (BB)        | Plaza Huincul           | 30 de marzo | 21:30 |

## Tercera fase; play-offs

### Cuadro
|  | Reclasificación | Reclasificación          | Reclasificación     |                          |   | Cuartos de conferencia | Cuartos de conferencia | Cuartos de conferencia |  |    | Semis de conferencia | Semis de conferencia | Semis de conferencia |  |    | Finales de conferencia | Finales de conferencia | Finales de conferencia |  |    | Final nacional     | Final nacional | Final nacional |  |
|  |                 |                          |                     |                          |   |                        |                        |                        |  |    |                      |                      |                      |  |    |                        |                        |                        |  |    |                    |                |                |  |
|  |                 |                          |                     |                          |   |                        |                        |                        |  |    |                      |                      |                      |  |    |                        |                        |                        |  |    |                    |                |                |  |
|  |                 |                          |                     |                          |   |                        |                        |                        |  |    |                      |                      |                      |  |    |                        |                        |                        |  |    |                    |                |                |  |
|  |                 |                          |                     |                          |   |                        |                        |                        |  |    |                      |                      |                      |  |    |                        |                        |                        |  |    |                    |                |                |  |
|  |                 |                          |                     |                          |   |                        |                        |                        |  |    |                      |                      |                      |  |    |                        |                        |                        |  |    |                    |                |                |  |
|  |                 | 1N                       | Hindú (R)           | 3                        |   |                        |                        |                        |  |    |                      |                      |                      |  |    |                        |                        |                        |  |    |                    |                |                |  |
|  |                 |                          |                     | 3                        |   |                        |                        |                        |  |    |                      |                      |                      |  |    |                        |                        |                        |  |    |                    |                |                |  |
|  |                 |                          | 11N                 | Independiente BBC        | 1 |                        |                        |                        |  |    |                      |                      |                      |  |    |                        |                        |                        |  |    |                    |                |                |  |
|  | 6N              | Salta Basket             | 11N                 | Independiente BBC        | 1 | 1                      |                        |                        |  |    |                      |                      |                      |  |    |                        |                        |                        |  |    |                    |                |                |  |
|  | 6N              | Salta Basket             |                     |                          |   |                        |                        |                        |  |    |                      |                      |                      |  |    |                        |                        |                        |  |    |                    |                |                |  |
|  | 11N             | Independiente BBC        | 3                   |                          |   |                        |                        |                        |  |    |                      |                      |                      |  |    |                        |                        |                        |  |    |                    |                |                |  |
|  | 11N             | Independiente BBC        | 3                   |                          |   |                        |                        |                        |  | 1N | Hindú (R)            | 3                    |                      |  |    |                        |                        |                        |  |    |                    |                |                |  |
|  |                 |                          |                     |                          |   |                        |                        |                        |  | 1N | Hindú (R)            | 3                    |                      |  |    |                        |                        |                        |  |    |                    |                |                |  |
|  |                 |                          | 5N                  | San Isidro (SF)          | 1 |                        |                        |                        |  |    |                      |                      |                      |  |    |                        |                        |                        |  |    |                    |                |                |  |
|  |                 |                          | 5N                  | San Isidro (SF)          | 1 |                        |                        |                        |  |    |                      |                      |                      |  |    |                        |                        |                        |  |    |                    |                |                |  |
|  |                 |                          |                     |                          |   |                        |                        |                        |  |    |                      |                      |                      |  |    |                        |                        |                        |  |    |                    |                |                |  |
|  |                 |                          |                     |                          |   |                        |                        |                        |  |    |                      |                      |                      |  |    |                        |                        |                        |  |    |                    |                |                |  |
|  |                 | 4N                       | Villa Ángela Basket | 2                        |   |                        |                        |                        |  |    |                      |                      |                      |  |    |                        |                        |                        |  |    |                    |                |                |  |
|  |                 |                          |                     | 2                        |   |                        |                        |                        |  |    |                      |                      |                      |  |    |                        |                        |                        |  |    |                    |                |                |  |
|  |                 |                          | 5N                  | San Isidro (SF)          | 3 |                        |                        |                        |  |    |                      |                      |                      |  |    |                        |                        |                        |  |    |                    |                |                |  |
|  | 5N              | San Isidro (SF)          | 5N                  | San Isidro (SF)          | 3 | 3                      |                        |                        |  |    |                      |                      |                      |  |    |                        |                        |                        |  |    |                    |                |                |  |
|  | 5N              | San Isidro (SF)          |                     |                          |   |                        |                        |                        |  |    |                      |                      |                      |  |    |                        |                        |                        |  |    |                    |                |                |  |
|  | 12N             | Asociación Mitre (T)     | 1                   |                          |   |                        |                        |                        |  |    |                      |                      |                      |  |    |                        |                        |                        |  |    |                    |                |                |  |
|  | 12N             | Asociación Mitre (T)     | 1                   |                          |   |                        |                        |                        |  |    |                      |                      |                      |  | 1N | Hindú (R)              | 0                      |                        |  |    |                    |                |                |  |
|  |                 |                          |                     |                          |   |                        |                        |                        |  |    |                      |                      |                      |  | 1N | Hindú (R)              | 0                      |                        |  |    |                    |                |                |  |
|  |                 |                          | 2N                  | Comunicaciones (M)       | 3 |                        |                        |                        |  |    |                      |                      |                      |  |    |                        |                        |                        |  |    |                    |                |                |  |
|  |                 |                          | 2N                  | Comunicaciones (M)       | 3 |                        |                        |                        |  |    |                      |                      |                      |  |    |                        |                        |                        |  |    |                    |                |                |  |
|  |                 |                          |                     |                          |   |                        |                        |                        |  |    |                      |                      |                      |  |    |                        |                        |                        |  |    |                    |                |                |  |
|  |                 |                          |                     |                          |   |                        |                        |                        |  |    |                      |                      |                      |  |    |                        |                        |                        |  |    |                    |                |                |  |
|  |                 | 2N                       | Comunicaciones (M)  | 3                        |   |                        |                        |                        |  |    |                      |                      |                      |  |    |                        |                        |                        |  |    |                    |                |                |  |
|  |                 |                          |                     | 3                        |   |                        |                        |                        |  |    |                      |                      |                      |  |    |                        |                        |                        |  |    |                    |                |                |  |
|  |                 |                          | 10N                 | Villa San Martín (R)     | 1 |                        |                        |                        |  |    |                      |                      |                      |  |    |                        |                        |                        |  |    |                    |                |                |  |
|  | 7N              | Barrio Parque            | 10N                 | Villa San Martín (R)     | 1 | 1                      |                        |                        |  |    |                      |                      |                      |  |    |                        |                        |                        |  |    |                    |                |                |  |
|  | 7N              | Barrio Parque            |                     |                          |   |                        |                        |                        |  |    |                      |                      |                      |  |    |                        |                        |                        |  |    |                    |                |                |  |
|  | 10N             | Villa San Martín (R)     | 3                   |                          |   |                        |                        |                        |  |    |                      |                      |                      |  |    |                        |                        |                        |  |    |                    |                |                |  |
|  | 10N             | Villa San Martín (R)     | 3                   |                          |   |                        |                        |                        |  | 2N | Comunicaciones (M)   | 3                    |                      |  |    |                        |                        |                        |  |    |                    |                |                |  |
|  |                 |                          |                     |                          |   |                        |                        |                        |  | 2N | Comunicaciones (M)   | 3                    |                      |  |    |                        |                        |                        |  |    |                    |                |                |  |
|  |                 |                          | 3N                  | Unión (SF)               | 2 |                        |                        |                        |  |    |                      |                      |                      |  |    |                        |                        |                        |  |    |                    |                |                |  |
|  |                 |                          | 3N                  | Unión (SF)               | 2 |                        |                        |                        |  |    |                      |                      |                      |  |    |                        |                        |                        |  |    |                    |                |                |  |
|  |                 |                          |                     |                          |   |                        |                        |                        |  |    |                      |                      |                      |  |    |                        |                        |                        |  |    |                    |                |                |  |
|  |                 |                          |                     |                          |   |                        |                        |                        |  |    |                      |                      |                      |  |    |                        |                        |                        |  |    |                    |                |                |  |
|  |                 | 3N                       | Unión (SF)          | 3                        |   |                        |                        |                        |  |    |                      |                      |                      |  |    |                        |                        |                        |  |    |                    |                |                |  |
|  |                 |                          |                     | 3                        |   |                        |                        |                        |  |    |                      |                      |                      |  |    |                        |                        |                        |  |    |                    |                |                |  |
|  |                 |                          | 8N                  | BHY Tiro Federal M.      | 1 |                        |                        |                        |  |    |                      |                      |                      |  |    |                        |                        |                        |  |    |                    |                |                |  |
|  | 8N              | BHY Tiro Federal M.      | 8N                  | BHY Tiro Federal M.      | 1 | 3                      |                        |                        |  |    |                      |                      |                      |  |    |                        |                        |                        |  |    |                    |                |                |  |
|  | 8N              | BHY Tiro Federal M.      |                     |                          |   |                        |                        |                        |  |    |                      |                      |                      |  |    |                        |                        |                        |  |    |                    |                |                |  |
|  | 9N              | Oberá TC                 | 2                   |                          |   |                        |                        |                        |  |    |                      |                      |                      |  |    |                        |                        |                        |  |    |                    |                |                |  |
|  | 9N              | Oberá TC                 | 2                   |                          |   |                        |                        |                        |  |    |                      |                      |                      |  |    |                        |                        |                        |  | 2N | Comunicaciones (M) | 3              |                |  |
|  |                 |                          |                     |                          |   |                        |                        |                        |  |    |                      |                      |                      |  |    |                        |                        |                        |  | 2N | Comunicaciones (M) | 3              |                |  |
|  |                 |                          | 2S                  | Estudiantes (O)          | 2 |                        |                        |                        |  |    |                      |                      |                      |  |    |                        |                        |                        |  |    |                    |                |                |  |
|  |                 |                          | 2S                  | Estudiantes (O)          | 2 |                        |                        |                        |  |    |                      |                      |                      |  |    |                        |                        |                        |  |    |                    |                |                |  |
|  |                 |                          |                     |                          |   |                        |                        |                        |  |    |                      |                      |                      |  |    |                        |                        |                        |  |    |                    |                |                |  |
|  |                 |                          |                     |                          |   |                        |                        |                        |  |    |                      |                      |                      |  |    |                        |                        |                        |  |    |                    |                |                |  |
|  |                 | 1S                       | Deportivo Viedma    | 3                        |   |                        |                        |                        |  |    |                      |                      |                      |  |    |                        |                        |                        |  |    |                    |                |                |  |
|  |                 |                          |                     | 3                        |   |                        |                        |                        |  |    |                      |                      |                      |  |    |                        |                        |                        |  |    |                    |                |                |  |
|  |                 |                          | 12S                 | Gimnasia (LP)            | 1 |                        |                        |                        |  |    |                      |                      |                      |  |    |                        |                        |                        |  |    |                    |                |                |  |
|  | 5S              | Olimpo (BB)              | 12S                 | Gimnasia (LP)            | 1 | 1                      |                        |                        |  |    |                      |                      |                      |  |    |                        |                        |                        |  |    |                    |                |                |  |
|  | 5S              | Olimpo (BB)              |                     |                          |   |                        |                        |                        |  |    |                      |                      |                      |  |    |                        |                        |                        |  |    |                    |                |                |  |
|  | 12S             | Gimnasia (LP)            | 3                   |                          |   |                        |                        |                        |  |    |                      |                      |                      |  |    |                        |                        |                        |  |    |                    |                |                |  |
|  | 12S             | Gimnasia (LP)            | 3                   |                          |   |                        |                        |                        |  | 1S | Deportivo Viedma     | 1                    |                      |  |    |                        |                        |                        |  |    |                    |                |                |  |
|  |                 |                          |                     |                          |   |                        |                        |                        |  | 1S | Deportivo Viedma     | 1                    |                      |  |    |                        |                        |                        |  |    |                    |                |                |  |
|  |                 |                          | 8S                  | Atenas (CdP)             | 3 |                        |                        |                        |  |    |                      |                      |                      |  |    |                        |                        |                        |  |    |                    |                |                |  |
|  |                 |                          | 8S                  | Atenas (CdP)             | 3 |                        |                        |                        |  |    |                      |                      |                      |  |    |                        |                        |                        |  |    |                    |                |                |  |
|  |                 |                          |                     |                          |   |                        |                        |                        |  |    |                      |                      |                      |  |    |                        |                        |                        |  |    |                    |                |                |  |
|  |                 |                          |                     |                          |   |                        |                        |                        |  |    |                      |                      |                      |  |    |                        |                        |                        |  |    |                    |                |                |  |
|  |                 | 4S                       | Huracán (T)         | 0                        |   |                        |                        |                        |  |    |                      |                      |                      |  |    |                        |                        |                        |  |    |                    |                |                |  |
|  |                 |                          |                     | 0                        |   |                        |                        |                        |  |    |                      |                      |                      |  |    |                        |                        |                        |  |    |                    |                |                |  |
|  |                 |                          | 8S                  | Atenas (CdP)             | 3 |                        |                        |                        |  |    |                      |                      |                      |  |    |                        |                        |                        |  |    |                    |                |                |  |
|  | 8S              | Atenas (CdP)             | 8S                  | Atenas (CdP)             | 3 | 3                      |                        |                        |  |    |                      |                      |                      |  |    |                        |                        |                        |  |    |                    |                |                |  |
|  | 8S              | Atenas (CdP)             |                     |                          |   |                        |                        |                        |  |    |                      |                      |                      |  |    |                        |                        |                        |  |    |                    |                |                |  |
|  | 9S              | Tomás de Rocamora        | 2                   |                          |   |                        |                        |                        |  |    |                      |                      |                      |  |    |                        |                        |                        |  |    |                    |                |                |  |
|  | 9S              | Tomás de Rocamora        | 2                   |                          |   |                        |                        |                        |  |    |                      |                      |                      |  | 2S | Estudiantes (O)        | 3                      |                        |  |    |                    |                |                |  |
|  |                 |                          |                     |                          |   |                        |                        |                        |  |    |                      |                      |                      |  | 2S | Estudiantes (O)        | 3                      |                        |  |    |                    |                |                |  |
|  |                 |                          | 8S                  | Atenas (CdP)             | 2 |                        |                        |                        |  |    |                      |                      |                      |  |    |                        |                        |                        |  |    |                    |                |                |  |
|  |                 |                          | 8S                  | Atenas (CdP)             | 2 |                        |                        |                        |  |    |                      |                      |                      |  |    |                        |                        |                        |  |    |                    |                |                |  |
|  |                 |                          |                     |                          |   |                        |                        |                        |  |    |                      |                      |                      |  |    |                        |                        |                        |  |    |                    |                |                |  |
|  |                 |                          |                     |                          |   |                        |                        |                        |  |    |                      |                      |                      |  |    |                        |                        |                        |  |    |                    |                |                |  |
|  |                 | 2S                       | Estudiantes (O)     | 3                        |   |                        |                        |                        |  |    |                      |                      |                      |  |    |                        |                        |                        |  |    |                    |                |                |  |
|  |                 |                          |                     | 3                        |   |                        |                        |                        |  |    |                      |                      |                      |  |    |                        |                        |                        |  |    |                    |                |                |  |
|  |                 |                          | 11S                 | Petrolero Argentino (PH) | 2 |                        |                        |                        |  |    |                      |                      |                      |  |    |                        |                        |                        |  |    |                    |                |                |  |
|  | 6S              | Ciclista Juninense       | 11S                 | Petrolero Argentino (PH) | 2 | 1                      |                        |                        |  |    |                      |                      |                      |  |    |                        |                        |                        |  |    |                    |                |                |  |
|  | 6S              | Ciclista Juninense       |                     |                          |   |                        |                        |                        |  |    |                      |                      |                      |  |    |                        |                        |                        |  |    |                    |                |                |  |
|  | 11S             | Petrolero Argentino (PH) | 3                   |                          |   |                        |                        |                        |  |    |                      |                      |                      |  |    |                        |                        |                        |  |    |                    |                |                |  |
|  | 11S             | Petrolero Argentino (PH) | 3                   |                          |   |                        |                        |                        |  | 2S | Estudiantes (O)      | 3                    |                      |  |    |                        |                        |                        |  |    |                    |                |                |  |
|  |                 |                          |                     |                          |   |                        |                        |                        |  | 2S | Estudiantes (O)      | 3                    |                      |  |    |                        |                        |                        |  |    |                    |                |                |  |
|  |                 |                          | 3S                  | Parque Sur               | 0 |                        |                        |                        |  |    |                      |                      |                      |  |    |                        |                        |                        |  |    |                    |                |                |  |
|  |                 |                          | 3S                  | Parque Sur               | 0 |                        |                        |                        |  |    |                      |                      |                      |  |    |                        |                        |                        |  |    |                    |                |                |  |
|  |                 |                          |                     |                          |   |                        |                        |                        |  |    |                      |                      |                      |  |    |                        |                        |                        |  |    |                    |                |                |  |
|  |                 |                          |                     |                          |   |                        |                        |                        |  |    |                      |                      |                      |  |    |                        |                        |                        |  |    |                    |                |                |  |
|  |                 | 3S                       | Parque Sur          | 3                        |   |                        |                        |                        |  |    |                      |                      |                      |  |    |                        |                        |                        |  |    |                    |                |                |  |
|  |                 |                          |                     | 3                        |   |                        |                        |                        |  |    |                      |                      |                      |  |    |                        |                        |                        |  |    |                    |                |                |  |
|  |                 |                          | 10S                 | Platense                 | 1 |                        |                        |                        |  |    |                      |                      |                      |  |    |                        |                        |                        |  |    |                    |                |                |  |
|  | 7S              | Temperley                | 10S                 | Platense                 | 1 | 1                      |                        |                        |  |    |                      |                      |                      |  |    |                        |                        |                        |  |    |                    |                |                |  |
|  | 7S              | Temperley                |                     |                          |   |                        |                        |                        |  |    |                      |                      |                      |  |    |                        |                        |                        |  |    |                    |                |                |  |
|  | 10S             | Platense                 | 3                   |                          |   |                        |                        |                        |  |    |                      |                      |                      |  |    |                        |                        |                        |  |    |                    |                |                |  |
|  | 10S             | Platense                 | 3                   |                          |   |                        |                        |                        |  |    |                      |                      |                      |  |    |                        |                        |                        |  |    |                    |                |                |  |
|  |                 |                          |                     |                          |   |                        |                        |                        |  |    |                      |                      |                      |  |    |                        |                        |                        |  |    |                    |                |                |  |

El equipo que figura en la primera línea es quien obtuvo la ventaja de localía.

El resultado que figura al lado de cada equipo es la sumatoria de partidos ganados.

### Reclasificación

#### Conferencia norte
San Isidro (San Francisco) - Asociación Mitre (Tucumán)
| 6 de abril, 21:30 | San Isidro (SF)                                                         | 75–59                | Asociación Mitre (T)                                       | San Francisco                                                             |  |  |
|                   | Parciales: 17 - 18, 12 - 19, 18 - 8, 28 - 14                            |                      |                                                            |                                                                           |  |  |
|                   | Estadísticas Santiago González 21 Santiago González 11 Agustín Lozano 2 | Reporte Pts Reb Asts | Estadísticas 19 José Muruaga 9 Pablo Osores 5 Facundo Toia | Pabellón: Estadio Severo Robledo Árbitros: * Raúl Lorenzo * Danilo Molina |  |  |
| Serie: 1 - 0      |                                                                         |                      |                                                            |                                                                           |  |  |
|                   |                                                                         |                      |                                                            |                                                                           |  |  |

| 8 de abril, 20:00 | San Isidro (SF)                                              | 69–63                | Asociación Mitre (T)                                                   | San Francisco                                                                  |  |  |
|                   | Parciales: 18 - 17, 12 - 14, 15 - 12, 24 - 20                |                      |                                                                        |                                                                                |  |  |
|                   | Estadísticas Juan Kelly 27 Santiago González 13 Juan Kelly 3 | Reporte Pts Reb Asts | Estadísticas 14 Facundo Toia 7 Gonzalo Gorostiaga 4 Gonzalo Gorostiaga | Pabellón: Estadio Severo Robledo Árbitros: * Alejandro Trías * Enrique Cáceres |  |  |
| Serie: 2 - 0      |                                                              |                      |                                                                        |                                                                                |  |  |
|                   |                                                              |                      |                                                                        |                                                                                |  |  |

| 11 de abril, 22:00 | Asociación Mitre (T)                                           | 81–77                | San Isidro (SF)                                                           | Tucumán                                                                        |  |  |
|                    | Parciales: 22 - 12, 12 - 22, 20 - 17, 27 - 26                  |                      |                                                                           |                                                                                |  |  |
|                    | Estadísticas Pablo Osores 31 Facundo Toia 5 Tirrell Brown II 5 | Reporte Pts Reb Asts | Estadísticas 19 Sebastián González 18 Sebastián González 4 Agustín Lozano | Pabellón: Estadio Dionisio Muruaga Árbitros: * Ariel Rosas * Sebastián Vasallo |  |  |
| Serie: 1 - 2       |                                                                |                      |                                                                           |                                                                                |  |  |
|                    |                                                                |                      |                                                                           |                                                                                |  |  |

| 13 de abril, 21:00 | Asociación Mitre (T)                         | 74–80                   | San Isidro (SF) | Tucumán                                                                            |  |  |
|                    | Parciales: 16 - 17, 18 - 12, 9 - 22, 31 - 29 |                         |                 |                                                                                    |  |  |
|                    |                                              | Reporte "Santo" Reporte |                 | Pabellón: Estadio Dionisio Muruaga Árbitros: * Alejandro Zanabone * Nicolás D'Anna |  |  |
| Serie: 1 - 3       |                                              |                         |                 |                                                                                    |  |  |
|                    |                                              |                         |                 |                                                                                    |  |  |

Salta Basket - Independiente BBC
| 6 de abril, 22:00 | Salta Basket                                                       | 83–65                | Independiente BBC                                            | Salta                                                                |  |  |
|                   | Parciales: 13 - 15, 25 - 13, 20 - 13, 25 - 24                      |                      |                                                              |                                                                      |  |  |
|                   | Estadísticas Emmanuel Okoye 15 Emmanuel Okoye 11 Nicolás Copello 8 | Reporte Pts Reb Asts | Estadísticas 16 Julian Aprea 9 Bruno Ingratta 7 Víctor Cajal | Pabellón: Estadio Delmi Árbitros: * Oscar Martinetto * Alberto Ponzo |  |  |
| Serie: 1 - 0      |                                                                    |                      |                                                              |                                                                      |  |  |
|                   |                                                                    |                      |                                                              |                                                                      |  |  |

| 8 de abril, 22:00 | Salta Basket                                                                   | 77–82                | Independiente BBC                                        | Salta                                                                   |  |  |
|                   | Parciales: 20 - 18, 16 - 18, 26 - 31, 15 - 15                                  |                      |                                                          |                                                                         |  |  |
|                   | Estadísticas Gregorio Eseverri 18 E. Okoye y G. Eseverrí 9 Gregorio Eseverri 4 | Reporte Pts Reb Asts | Estadísticas 23 Juan López 8 Julian Aprea 9 Víctor Cajal | Pabellón: Estadio Delmi Árbitros: * Leandro Lezcano * Sebastián Vasallo |  |  |
| Serie: 1 - 1      |                                                                                |                      |                                                          |                                                                         |  |  |
|                   |                                                                                |                      |                                                          |                                                                         |  |  |

| 11 de abril, 22:00 | Independiente BBC                                          | 71–60                | Salta Basket                                                       | Santiago del Estero                                                      |  |  |
|                    | Parciales: 14 - 22, 23 - 7, 21 - 21, 13 - 10               |                      |                                                                    |                                                                          |  |  |
|                    | Estadísticas Julian Aprea 20 Julian Aprea 9 Víctor Cajal 8 | Reporte Pts Reb Asts | Estadísticas 17 Rodrigo Haag 7 Gregorio Eseverri 8 Nicolás Copello | Pabellón: Estadio Ciudad Árbitros: * Héctor Wasinger * Cristian Salguero |  |  |
| Serie: 2 - 1       |                                                            |                      |                                                                    |                                                                          |  |  |
|                    |                                                            |                      |                                                                    |                                                                          |  |  |

| 13 de abril, 22:00 | Independiente BBC                                           | 77–70                | Salta Basket                                                        | Santiago del Estero                                                |  |  |
|                    | Parciales: 12 - 19, 19 - 14, 17 - 18, 29 - 19               |                      |                                                                     |                                                                    |  |  |
|                    | Estadísticas Víctor Cajal 25 Julián Aprea 14 Víctor Cajal 7 | Reporte Pts Reb Asts | Estadísticas 19 Nicolás Copello 12 Emmanuel Okoye 3 Sebastián Puñet | Pabellón: Estadio Ciudad Árbitros: * Ariel Rosas * Enrique Cáceres |  |  |
| Serie: 3 - 1       |                                                             |                      |                                                                     |                                                                    |  |  |
|                    |                                                             |                      |                                                                     |                                                                    |  |  |

Barrio Parque - Villa San Martín (Resistencia)
| 6 de abril, 21:30 | Barrio Parque                                                        | 78–70                | Villa San Martín (R)                                                     | Córdoba                                                                  |  |  |
|                   | Parciales: 21 - 17, 19 - 17, 20 - 19, 18 - 17                        |                      |                                                                          |                                                                          |  |  |
|                   | Estadísticas Andrés Mariani 17 Andrés Mariani 9 Esteban Cantarutti 6 | Reporte Pts Reb Asts | Estadísticas 21 Agustín Carnovale 11 Guillermo Saavedra 6 Martín Cabrera | Pabellón: Teatro del Parque Árbitros: * Leandro Lezcano * Gustavo D'Anna |  |  |
| Serie: 1 - 0      |                                                                      |                      |                                                                          |                                                                          |  |  |
|                   |                                                                      |                      |                                                                          |                                                                          |  |  |

| 8 de abril, 21:30 | Barrio Parque                                                            | 70–78                | Villa San Martín (R)                                                 | Córdoba                                                                 |  |  |
|                   | Parciales: 15 - 21, 21 - 8, 15 - 19, 13 - 16 (T.E.: 6 - 14)              |                      |                                                                      |                                                                         |  |  |
|                   | Estadísticas Emiliano Martina 12 Emiliano Martina 10 Sebastian Cabello 5 | Reporte Pts Reb Asts | Estadísticas 25 Agustín Carnovale 10 Julian Morales 6 Martín Cabrera | Pabellón: Teatro del Parque Árbitros: * Pablo Leyton * Leonardo Barotto |  |  |
| Serie: 1 - 1      |                                                                          |                      |                                                                      |                                                                         |  |  |
|                   |                                                                          |                      |                                                                      |                                                                         |  |  |

| 11 de abril, 21:30 | Villa San Martín (R)                                                   | 81–78                | Barrio Parque                                                                          | Resistencia                                                                           |  |  |
|                    | Parciales: 18 - 27, 15 - 12, 21 - 18, 27 - 21                          |                      |                                                                                        |                                                                                       |  |  |
|                    | Estadísticas Agustín Carnovale 19 Julián Morales 9 Agustín Carnovale 5 | Reporte Pts Reb Asts | Estadísticas 19 Andrés Mariani 6 Sebastián Cabello y Emiliano Martina 4 Andrés Mariani | Pabellón: Estadio Villa San Martín Árbitros: * Maximiliano Piedrabuena * Pablo D'Anna |  |  |
| Serie: 2 - 1       |                                                                        |                      |                                                                                        |                                                                                       |  |  |
|                    |                                                                        |                      |                                                                                        |                                                                                       |  |  |

| 13 de abril, 21:30 | Villa San Martín (R)                                                | 73–66                | Barrio Parque                                                        | Resistencia                                                                        |  |  |
|                    | Parciales: 21 - 20, 17 - 17, 16 - 16, 19 - 13                       |                      |                                                                      |                                                                                    |  |  |
|                    | Estadísticas Alejo Toledo 26 Guillermo Saavedra 10 Martín Cabrera 5 | Reporte Pts Reb Asts | Estadísticas 17 Andrés Mariani 17 Sebastián Cabello 4 Luciano Guerra | Pabellón: Estadio Villa San Martín Árbitros: * Alejandro Trias * Cristian Salguero |  |  |
| Serie: 3 - 1       |                                                                     |                      |                                                                      |                                                                                    |  |  |
|                    |                                                                     |                      |                                                                      |                                                                                    |  |  |

BHY Tiro Federal Morteros - Oberá Tenis Club
| 6 de abril, 21:30 | BHY Tiro Federal Morteros                                           | 91–67                | Oberá TC                                                         | Morteros                                                                    |  |  |
|                   | Parciales: 25 - 17, 13 - 25, 27 - 12, 26 - 13                       |                      |                                                                  |                                                                             |  |  |
|                   | Estadísticas Emiliano Correa 27 Emiliano Correa 8 Emiliano Correa 5 | Reporte Pts Reb Asts | Estadísticas 18 Arkeem Joseph 10 Joaquín Deck 2 Santiago Ludueña | Pabellón: Estadio Blanco Árbitros: * Maximiliano Piedrabuena * Raúl Sánchez |  |  |
| Serie: 1 - 0      |                                                                     |                      |                                                                  |                                                                             |  |  |
|                   |                                                                     |                      |                                                                  |                                                                             |  |  |

| 8 de abril, 21:00 | BHY Tiro Federal Morteros                                          | 66–67                | Oberá TC                                                     | Morteros                                                                 |  |  |
|                   | Parciales: 11 - 16, 23 - 15, 17 - 20, 15 - 16                      |                      |                                                              |                                                                          |  |  |
|                   | Estadísticas Emiliano Correa 21 Emiliano Correa 8 Mariano Ceruti 6 | Reporte Pts Reb Asts | Estadísticas 18 Joaquín Deck 13 Joaquín Deck 3 Martín Gandoy | Pabellón: Estadio Blanco Árbitros: * Alejandro Zanabone * Nicolás D'Anna |  |  |
| Serie: 1 - 1      |                                                                    |                      |                                                              |                                                                          |  |  |
|                   |                                                                    |                      |                                                              |                                                                          |  |  |

| 11 de abril, 21:30 | Oberá TC                                                                         | 80–65                | BHY Tiro Federal Morteros                                                               | Oberá                                                                   |  |  |
|                    | Parciales: 15 - 16, 20 - 18, 24 - 11, 21 - 20                                    |                      |                                                                                         |                                                                         |  |  |
|                    | Estadísticas Alejo Montes 17 Joaquín Deck 10 Martín Gandoy y Sebastián Ludueña 6 | Reporte Pts Reb Asts | Estadísticas 17 Phillip Lockett 8 Maximiliano Martin 2 Emiliano Correa y Mariano Ceruti | Pabellón: Oberá Tenis Club Árbitros: * Alejandro Trias * Gustavo D'Anna |  |  |
| Serie: 2 - 1       |                                                                                  |                      |                                                                                         |                                                                         |  |  |
|                    |                                                                                  |                      |                                                                                         |                                                                         |  |  |

| 13 de abril, 21:30 | Oberá TC                                                     | 71–75                | BHY Tiro Federal Morteros                                               | Oberá                                                                      |  |  |
|                    | Parciales: 20 - 15, 19 - 21, 13 - 22, 19 - 17                |                      |                                                                         |                                                                            |  |  |
|                    | Estadísticas Martín Gandoy 22 Joaquín Deck 9 Deck y Gandoy 3 | Reporte Pts Reb Asts | Estadísticas 21 Maximiliano Martin 10 Lockett y Correa 3 Leandro Cecchi | Pabellón: Oberá Tenis Club Árbitros: * Héctor Wasinger * Sebastián Vasallo |  |  |
| Serie: 2 - 2       |                                                              |                      |                                                                         |                                                                            |  |  |
|                    |                                                              |                      |                                                                         |                                                                            |  |  |

| 16 de abril, 21:00 | BHY Tiro Federal Morteros                                           | 76–67                | Oberá TC                                                      | Morteros                                                                |  |  |
|                    | Parciales: 19 - 14, 11 - 12, 19 - 9, 27 - 32                        |                      |                                                               |                                                                         |  |  |
|                    | Estadísticas Emiliano Correa 26 Emiliano Correa 8 Emiliano Correa 4 | Reporte Pts Reb Asts | Estadísticas 17 Martín Gandoy 9 Gandoy y Deck 6 Martín Gandoy | Pabellón: Estadio Blanco Árbitros: * Leandro Lezcano * Leonardo Barotto |  |  |
| Serie: 3 - 2       |                                                                     |                      |                                                               |                                                                         |  |  |
|                    |                                                                     |                      |                                                               |                                                                         |  |  |

#### Conferencia sur
Olimpo (Bahía Blanca) - Gimnasia y Esgrima La Plata
| 7 de abril, 21:00 | Olimpo (BB)                                                           | 85–89                | Gimnasia (LP)                                                              | Bahía Blanca                                                                |  |  |
|                   | Parciales: 31 - 20, 21 - 26, 14 - 24, 19 - 25                         |                      |                                                                            |                                                                             |  |  |
|                   | Estadísticas Christian Schoppler 27 Durrell Summers 9 Franco Ruesga 7 | Reporte Pts Reb Asts | Estadísticas 27 Leonardo La Bella 9 Maximiliano Segon 12 Leonardo La Bella | Pabellón: Estadio Norberto Tomas Árbitros: * Pedro Hoyo * Cristian Salguero |  |  |
| Serie: 0 - 1      |                                                                       |                      |                                                                            |                                                                             |  |  |
|                   |                                                                       |                      |                                                                            |                                                                             |  |  |

| 9 de abril, 21:30 | Olimpo (BB)                                                          | 83–65                                            | Gimnasia (LP)                                                                         | Bahía Blanca                                                                             |  |  |
|                   | Parciales: 30 - 22, 18 - 12, 15 - 19, 20 - 12                        |                                                  |                                                                                       |                                                                                          |  |  |
|                   | Estadísticas Durrel Summers 20 Durrel Summers 12 Agustín Giarraffa 6 | www.fibalivestats.com/u/ADC/598526/ Pts Reb Asts | Estadísticas 18 Joseph Efese 7 Rafael Rosende 7 Esteban Rusconi y Juan Pablo Lancieri | Pabellón: Estadio Norberto Tomas Árbitros: * Maximiliano Piedrabuena * Maximiliano Moral |  |  |
| Serie: 1 - 1      |                                                                      |                                                  |                                                                                       |                                                                                          |  |  |
|                   |                                                                      |                                                  |                                                                                       |                                                                                          |  |  |

| 12 de abril, 21:30 | Gimnasia (LP)                                                     | 84–76                | Olimpo (BB)                                                         | La Plata                                                                         |  |  |
|                    | Parciales: 25 - 13, 24 - 25, 16 - 15, 19 - 23                     |                      |                                                                     |                                                                                  |  |  |
|                    | Estadísticas Joseph Efese 23 Joseph Efese 13 Leonardo La Bella 11 | Reporte Pts Reb Asts | Estadísticas 28 Durrel Summers 9 Thomas Granado 5 Agustín Giarraffa | Pabellón: Polideportivo Víctor Nethol Árbitros: * Leandro Lezcano * Raúl Sánchez |  |  |
| Serie: 2 - 1       |                                                                   |                      |                                                                     |                                                                                  |  |  |
|                    |                                                                   |                      |                                                                     |                                                                                  |  |  |

| 14 de abril, 21:30 | Gimnasia (LP)                                                          | 80–71                | Olimpo (BB)                                                            | La Plata                                                                             |  |  |
|                    | Parciales: 18 - 20, 26 - 12, 17 - 16, 19 - 23                          |                      |                                                                        |                                                                                      |  |  |
|                    | Estadísticas Leonardo La Bella 19 Joseph Efese 11 Leonardo La Bella 10 | Reporte Pts Reb Asts | Estadísticas 29 Durrel Summers 13 Thomas Granado 4 Christian Schoppler | Pabellón: Polideportivo Víctor Nethol Árbitros: * Cristian Alfaro * Leonardo Barotto |  |  |
| Serie: 3 - 1       |                                                                        |                      |                                                                        |                                                                                      |  |  |
|                    |                                                                        |                      |                                                                        |                                                                                      |  |  |

Ciclista Juninense - Petrolero Argentino (Plaza Huincul)
| 7 de abril, 21:30 | Ciclista Juninense                                                       | 72–82                | Petrolero Argentino (PH)                                            | Junín                                                                             |  |  |
|                   | Parciales: 12 - 24, 21 - 17, 19 - 20, 20 - 21                            |                      |                                                                     |                                                                                   |  |  |
|                   | Estadísticas Jeffrey Fahnbulleh 24 Jeffrey Fahnbulleh 12 Álvaro Merlo 11 | Reporte Pts Reb Asts | Estadísticas 23 Mariano Castets 14 Cedric Blossom 3 Mariano Castets | Pabellón: Estadio Raúl "chuni" Merlo Árbitros: * Raúl Lorenzo * Maximiliano Moral |  |  |
| Serie: 0 - 1      |                                                                          |                      |                                                                     |                                                                                   |  |  |
|                   |                                                                          |                      |                                                                     |                                                                                   |  |  |

| 9 de abril, 21:00 | Ciclista Juninense                                                   | 88–84                | Petrolero Argentino (PH)                                       | Junín                                                                         |  |  |
|                   | Parciales: 24 - 26, 15 - 17, 30 - 20, 19 - 21                        |                      |                                                                |                                                                               |  |  |
|                   | Estadísticas Aaron Harrison 27 Jeffrey Fahnbulleh 11 Álvaro Merlo 10 | Reporte Pts Reb Asts | Estadísticas 27 Darnel Dodson 15 Darnel Dodson 4 Darnel Dodson | Pabellón: Estadio Raúl "chuni" Merlo Árbitros: * Ariel Rosas * Nicolás D'Anna |  |  |
| Serie: 1 - 1      |                                                                      |                      |                                                                |                                                                               |  |  |
|                   |                                                                      |                      |                                                                |                                                                               |  |  |

| 12 de abril, 21:30 | Petrolero Argentino (PH)                                      | 85–74                | Ciclista Juninense                                                                   | Plaza Huincul                                                              |  |  |
|                    | Parciales: 28 - 19, 16 - 17, 21 - 18, 20 - 20                 |                      |                                                                                      |                                                                            |  |  |
|                    | Estadísticas Darnel Dodson 24 Darnel Dodson 7 Darnel Dodson 3 | Reporte Pts Reb Asts | Estadísticas 22 Aaron Harrison 7 Fahnbulleh, Merlo y Harrison 7 A. Merlo y M. Araujo | Pabellón: Estadio de Petrolero Árbitros: * Pablo Leyton * Leonardo Barotto |  |  |
| Serie: 2 - 1       |                                                               |                      |                                                                                      |                                                                            |  |  |
|                    |                                                               |                      |                                                                                      |                                                                            |  |  |

| 14 de abril, 21:30 | Petrolero Argentino (PH)                                         | 82–72                | Ciclista Juninense                                             | Plaza Huincul                                                                |  |  |
|                    | Parciales: 20 - 20, 24 - 15, 16 - 23, 22 - 14                    |                      |                                                                |                                                                              |  |  |
|                    | Estadísticas Darnel Dodson 23 Darnel Dodson 13 Mariano Castets 4 | Reporte Pts Reb Asts | Estadísticas 18 Aaron Harrison 9 Aaron Harrison 5 Álvaro Merlo | Pabellón: Estadio de Petrolero Árbitros: * José Luis Luigli * Javier Sánchez |  |  |
| Serie: 3 - 1       |                                                                  |                      |                                                                |                                                                              |  |  |
|                    |                                                                  |                      |                                                                |                                                                              |  |  |

Temperley - Platense
| 7 de abril, 21:00 | Temperley                                                                     | 82–78                | Platense                                                           | Temperley                                                                    |  |  |
|                   | Parciales: 21 - 29, 19 - 14, 22 - 18, 20 - 17                                 |                      |                                                                    |                                                                              |  |  |
|                   | Estadísticas Leopoldo Ibáñez Paz 22 Alejandro Eiguren 5 Leopoldo Ibáñez Paz 5 | Reporte Pts Reb Asts | Estadísticas 23 Felipe Pais 9 Kevin Young 2 Pais, Young y Mansilla | Pabellón: Estadio de Temperley Árbitros: * Cristian Alfaro * Enrique Cáceres |  |  |
| Serie: 1 - 0      |                                                                               |                      |                                                                    |                                                                              |  |  |
|                   |                                                                               |                      |                                                                    |                                                                              |  |  |

| 9 de abril, 20:00 | Temperley                                                                   | 69–78                | Platense                                                         | Temperley                                                                     |  |  |
|                   | Parciales: 10 - 21, 19 - 19, 20 - 16, 20 - 22                               |                      |                                                                  |                                                                               |  |  |
|                   | Estadísticas Ortiz y Trimboli 17 Leopoldo Ibáñez Paz 7 Eiguren y Trimboli 4 | Reporte Pts Reb Asts | Estadísticas 15 Pappalardi y Gayden 10 Kevin Young 5 Felipe Pais | Pabellón: Estadio de Temperley Árbitros: * Alejandro Zanabone * Alberto Ponzo |  |  |
| Serie: 1 - 1      |                                                                             |                      |                                                                  |                                                                               |  |  |
|                   |                                                                             |                      |                                                                  |                                                                               |  |  |

| 12 de abril, 21:00 | Platense                                                     | 86–75                | Temperley                                                        | Vicente López                                                          |  |  |
|                    | Parciales: 22 - 7, 23 - 13, 25 - 22, 16 - 33                 |                      |                                                                  |                                                                        |  |  |
|                    | Estadísticas Keith Gayden 18 Kevin Young 11 Ignacio Romaní 3 | Reporte Pts Reb Asts | Estadísticas 16 Lucas Ortíz 6 Graham y Trimboli 2 Raúl Pelorosso | Pabellón: Estadio de Platense Árbitros: * Raúl Lorenzo * Danilo Molina |  |  |
| Serie: 2 - 1       |                                                              |                      |                                                                  |                                                                        |  |  |
|                    |                                                              |                      |                                                                  |                                                                        |  |  |

| 14 de abril, 21:00 | Platense                                               | 90–71                | Temperley                                                      | Vicente López                                                                 |  |  |
|                    | Parciales: 20 - 13, 16 - 23, 25 - 27, 29 - 19          |                      |                                                                |                                                                               |  |  |
|                    | Estadísticas Felipe Pais 25 Keith Gayden 8 F Vázquez 4 | Reporte Pts Reb Asts | Estadísticas 17 Delwan Graham 9 Delwan Graham 2 Raúl Pelorosso | Pabellón: Estadio de Platense Árbitros: * Leandro Lezcano * Maximiliano Moral |  |  |
| Serie: 3 - 1       |                                                        |                      |                                                                |                                                                               |  |  |
|                    |                                                        |                      |                                                                |                                                                               |  |  |

Atenas (Carmen de Patagones) - Tomás de Rocamora
| 7 de abril, 21:30 | Atenas (CdP) | 66–79                | Tomás de Rocamora                                                              | Carmen de Patagones                                                                 |  |  |
|                   | Parciales: 18 - 19, 18 - 12, 16 - 22, 14 - 26                                                                     |                      |                                                                                |                                                                                     |  |  |
|                   | Estadísticas Hernán Etchepare y Howard Wilkerson III 17 Howard Wilkerson III 6 Hernán Etchepare y Martín Percaz 3 | Reporte Pts Reb Asts | Estadísticas 16 Matías Novello y Juan Abeiro 9 Ignacio Davico 6 Ignacio Davico | Pabellón: Estadio Carmelo Trípodi Calá Árbitros: * José Luis Lugli * Javier Sánchez |  |  |
| Serie: 0 - 1      | |                      |                                                                                |                                                                                     |  |  |
|                   | |                      |                                                                                |                                                                                     |  |  |

| 9 de abril, 21:30 | Atenas (CdP)                                                        | 101–81               | Tomás de Rocamora                                            | Carmen de Patagones                                                                    |  |  |
|                   | Parciales: 29 - 13, 24 - 17, 23 - 25, 25 - 26                       |                      |                                                              |                                                                                        |  |  |
|                   | Estadísticas Scott Cutley 32 Howard Wilkerson III 7 Bruno Oprandi 7 | Reporte Pts Reb Asts | Estadísticas 23 Matias Cuello 7 Juan Abeiro 6 Ignacio Davico | Pabellón: Estadio Carmelo Trípodi Calá Árbitros: * Cristian Alfaro * Cristian Salguero |  |  |
| Serie: 1 - 1      |                                                                     |                      |                                                              |                                                                                        |  |  |
|                   |                                                                     |                      |                                                              |                                                                                        |  |  |

| 12 de abril, 21:30 | Tomás de Rocamora                                             | 94–69                | Atenas (CdP)                                                               | Concepción del Uruguay                                                         |  |  |
|                    | Parciales: 25 - 14, 17 - 22, 21 - 18, 31 - 15                 |                      |                                                                            |                                                                                |  |  |
|                    | Estadísticas Ignacio Davico 24 Juan Abeiro 7 Ignacio Davico 6 | Reporte Pts Reb Asts | Estadísticas 24 Howard Wilkerson III 6 Scott Cutley 4 César Lavoratornuovo | Pabellón: Estadio Julio Paccagnella Árbitros: * Pedro Hoyo * Maximiliano Moral |  |  |
| Serie: 2 - 1       |                                                               |                      |                                                                            |                                                                                |  |  |
|                    |                                                               |                      |                                                                            |                                                                                |  |  |

| 14 de abril, 21:30 | Tomás de Rocamora                                              | 68–78                | Atenas (CdP)                                                    | Concepción del Uruguay                                                                 |  |  |
|                    | Parciales: 13 - 24, 17 - 13, 18 - 17, 20 - 24                  |                      |                                                                 |                                                                                        |  |  |
|                    | Estadísticas Ignacio Davico 18 Juan Abeiro 12 Ignacio Davico 4 | Reporte Pts Reb Asts | Estadísticas 21 Hernán Etchepare 16 Scott Cutley 6 Scott Cutley | Pabellón: Estadio Julio Paccagnella Árbitros: * Maximiliano Piedrabuena * Raúl Sánchez |  |  |
| Serie: 2 - 2       |                                                                |                      |                                                                 |                                                                                        |  |  |
|                    |                                                                |                      |                                                                 |                                                                                        |  |  |

| 17 de abril, 21:30 | Atenas (CdP)                                                        | 68–65                | Tomás de Rocamora                                                     | Carmen de Patagones                                                                  |  |  |
|                    | Parciales: 16 - 23, 12 - 7, 15 - 19, 25 - 16                        |                      |                                                                       |                                                                                      |  |  |
|                    | Estadísticas Howard Wilkerson III 20 Scott Cutley 12 Scott Cutley 5 | Reporte Pts Reb Asts | Estadísticas 18 Medina Reyes y Abeiro 11 Juan Abeiro 8 Ignacio Davico | Pabellón: Estadio Carmelo Trípodi Calá Árbitros: * Alejandro Trias * Enrique Cáceres |  |  |
| Serie: 3 - 2       |                                                                     |                      |                                                                       |                                                                                      |  |  |
|                    |                                                                     |                      |                                                                       |                                                                                      |  |  |

### Cuartos de final de conferencia

#### Conferencia norte
Hindú (Resistencia) - Independiente BBC
| 21 de abril, 22:00 | Hindú (R)                                                                     | 83–77                | Independiente BBC                                        | Resistencia                                                      |  |  |
|                    | Parciales: 22 - 13, 20 - 17, 24 - 15, 17 - 25                                 |                      |                                                          |                                                                  |  |  |
|                    | Estadísticas Kenneth Jones 23 Pablo Moya 10 Mauro Coronel y Nicolás Paletta 4 | Reporte Pts Reb Asts | Estadísticas 22 Julian Aprea 7 Julián Aprea 6 Juan López | Pabellón: Hindú Club Árbitros: * Cristian Alfaro * Danilo Molina |  |  |
| Serie: 1 - 0       |                                                                               |                      |                                                          |                                                                  |  |  |
|                    |                                                                               |                      |                                                          |                                                                  |  |  |

| 23 de abril, 21:00 | Hindú (R)                                                    | 88–69                | Independiente BBC                                           | Resistencia                                                                  |  |  |
|                    | Parciales: 23 - 12, 17 - 13, 24 - 20, 24 - 24                |                      |                                                             |                                                                              |  |  |
|                    | Estadísticas Kenneth Jones 22 Pablo Moya 8 Nicolás Paletta 6 | Reporte Pts Reb Asts | Estadísticas 28 Bruno Ingratta 8 Juan López 10 Víctor Cajal | Pabellón: Hindú Club Árbitros: * Maximiliano Piedrabuena * Sebastián Vasallo |  |  |
| Serie: 2 - 0       |                                                              |                      |                                                             |                                                                              |  |  |
|                    |                                                              |                      |                                                             |                                                                              |  |  |

| 26 de abril, 22:00 | Independiente BBC                                                              | 70–69                | Hindú (R)                                                                        | Santiago del Estero                                                      |  |  |
|                    | Parciales: 14 - 20, 17 - 15, 19 - 23, 20 - 11                                  |                      |                                                                                  |                                                                          |  |  |
|                    | Estadísticas Bruno Ingratta 19 Julián Aprea 13 Bruno Ingratta y Víctor Cajal 4 | Reporte Pts Reb Asts | Estadísticas 22 Pablo Fernández 8 Pablo Moya 7 Nicolás Paletta y Pablo Fernández | Pabellón: Estadio Ciudad Árbitros: * Leandro Lezcano * Maximiliano Moral |  |  |
| Serie: 1 - 2       |                                                                                |                      |                                                                                  |                                                                          |  |  |
|                    |                                                                                |                      |                                                                                  |                                                                          |  |  |

| 28 de abril, 22:00 | Independiente BBC                                            | 81–88                | Hindú (R)                                                       | Santiago del Estero                                               |  |  |
|                    | Parciales: 15 - 21, 19 - 14, 23 - 22, 19 - 19 (T.E.: 5 - 12) |                      |                                                                 |                                                                   |  |  |
|                    | Estadísticas Juan López 20 Bruno Ingratta 10 Víctor Cajal 6  | Reporte Pts Reb Asts | Estadísticas 23 Nicolás Paletta 11 Pablo Moya 7 Nicolás Paletta | Pabellón: Estadio Ciudad Árbitros: * Raúl Lorenzo * Alberto Ponzo |  |  |
| Serie: 1 - 3       |                                                              |                      |                                                                 |                                                                   |  |  |
|                    |                                                              |                      |                                                                 |                                                                   |  |  |

Comunicaciones (Mercedes) - Villa San Martín (Resistencia)
| 21 de abril, 21:30 | Comunicaciones (M)                                                | 92–71                | Villa San Martín (R)                                                                 | Mercedes                                                                        |  |  |
|                    | Parciales: 31 - 13, 22 - 21, 21 - 15, 18 - 22                     |                      |                                                                                      |                                                                                 |  |  |
|                    | Estadísticas Gastón Essengue 18 Nicolás Lauría 9 Nicolás Lauría 6 | Reporte Pts Reb Asts | Estadísticas 16 Martín Cabrera 7 Julian Morales 2 Julian Morales y Agustín Carnovale | Pabellón: Estadio Comunicaciones Árbitros: * Maximiliano Moral * Javier Sánchez |  |  |
| Serie: 1 - 0       |                                                                   |                      |                                                                                      |                                                                                 |  |  |
|                    |                                                                   |                      |                                                                                      |                                                                                 |  |  |

| 23 de abril, 21:00 | Comunicaciones (M)                                                                 | 67–71                | Villa San Martín (R)                                                     | Mercedes                                                                      |  |  |
|                    | Parciales: 13 - 25, 13 - 10, 19 - 18, 22 - 18                                      |                      |                                                                          |                                                                               |  |  |
|                    | Estadísticas Franco Vieta Stechina 16 Cristian Romero 8 Ariel Pau y Gastón Torre 4 | Reporte Pts Reb Asts | Estadísticas 17 Guillermo Saavedra 9 Guillermo Saavedra 6 Martín Cabrera | Pabellón: Estadio Comunicaciones Árbitros: * Cristian Alfaro * Gustavo D'Anna |  |  |
| Serie: 1 - 1       |                                                                                    |                      |                                                                          |                                                                               |  |  |
|                    |                                                                                    |                      |                                                                          |                                                                               |  |  |

| 26 de abril, 21:30 | Villa San Martín (R)                                                        | 71–82                | Comunicaciones (M)                                          | Resistencia                                                                                |  |  |
|                    | Parciales: 21 - 18, 11 - 19, 15 - 18, 24 - 27                               |                      |                                                             |                                                                                            |  |  |
|                    | Estadísticas Guillermo Saavedra 20 Guillermo Saavedra 6 Agustín Carnovale 8 | Reporte Pts Reb Asts | Estadísticas 20 Nicolás Lauría 9 Nicolás Lauría 6 Ariel Pau | Pabellón: Estadio Villa San Martín Árbitros: * Maximiliano Piedrabuena * Sebastián Vasallo |  |  |
| Serie: 1 - 2       |                                                                             |                      |                                                             |                                                                                            |  |  |
|                    |                                                                             |                      |                                                             |                                                                                            |  |  |

| 28 de abril, 21:30 | Villa San Martín (R)                                             | 48–95                | Comunicaciones (M)                                                                   | Resistencia                                                                 |  |  |
|                    | Parciales: 9 - 27, 9 - 19, 14 - 25, 16 - 24                      |                      |                                                                                      |                                                                             |  |  |
|                    | Estadísticas Martín Cabrera 14 Julián Morales 5 Martín Cabrera 5 | Reporte Pts Reb Asts | Estadísticas 15 Gastón Essengue 7 N. Lauría y G. Essengue 4 J. Defelippo y N. Lauría | Pabellón: Estadio Villa San Martín Árbitros: * Pablo Leyton * Danilo Molina |  |  |
| Serie: 1 - 3       |                                                                  |                      |                                                                                      |                                                                             |  |  |
|                    |                                                                  |                      |                                                                                      |                                                                             |  |  |

Unión (Santa Fe) - BHY Tiro Federal Morteros
| 21 de abril, 21:00 | Unión (SF)                                                         | 89–61                | BHY Tiro Federal Morteros                                            | Santa Fe                                                                          |  |  |
|                    | Parciales: 27 - 14, 23 - 16, 20 - 14, 19 - 17                      |                      |                                                                      |                                                                                   |  |  |
|                    | Estadísticas Bruno Barovero 25 Makal Stibbins 10 Matías Borsatti 5 | Reporte Pts Reb Asts | Estadísticas 16 Emiliano Correa 23 Phillip Lockett 4 Emiliano Correa | Pabellón: Estadio Ángel P. Malvicino Árbitros: * Alejandro Trias * Gustavo D'Anna |  |  |
| Serie: 1 - 0       |                                                                    |                      |                                                                      |                                                                                   |  |  |
|                    |                                                                    |                      |                                                                      |                                                                                   |  |  |

| 23 de abril, 21:00 | Unión (SF)                                                            | 88–62                | BHY Tiro Federal Morteros                                             | Santa Fe                                                                                             |  |  |
|                    | Parciales: 24 - 17, 24 - 13, 28 - 18, 12 - 14                         |                      |                                                                       | |  |  |
|                    | Estadísticas Bruno Barovero 19 Fernando Podesta 8 Guillermo Aliende 8 | Reporte Pts Reb Asts | Estadísticas 11 Emiliano Correa 9 Leandro Cecchi 4 Maximiliano Martin | Pabellón: Estadio Ángel P. Malvicino Árbitros: * Ariel Rosas * Maximiliano Moral Televisión: DeporTV |  |  |
| Serie: 2 - 0       |                                                                       |                      |                                                                       | |  |  |
|                    |                                                                       |                      |                                                                       | |  |  |

| 26 de abril, 21:30 | BHY Tiro Federal Morteros                                          | 88–81                | Unión (SF)                                                                              | Morteros                                                           |  |  |
|                    | Parciales: 27 - 17, 18 - 14, 35 - 32, 18 - 18                      |                      |                                                                                         |                                                                    |  |  |
|                    | Estadísticas Emiliano Correa 31 Mariano Ceruti 8 Emiliano Correa 4 | Reporte Pts Reb Asts | Estadísticas 27 Fernando Podesta 6 Bruno Barovero 3 Patricio Tabarez y Fernando Podesta | Pabellón: Estadio Blanco Árbitros: * Raúl Lorenzo * Gustavo D'Anna |  |  |
| Serie: 1 - 2       |                                                                    |                      |                                                                                         |                                                                    |  |  |
|                    |                                                                    |                      |                                                                                         |                                                                    |  |  |

| 28 de abril, 21:00 | BHY Tiro Federal Morteros                                            | 69–84                | Unión (SF)                                                             | Morteros                                                            |  |  |
|                    | Parciales: 18 - 14, 19 - 17, 22 - 23, 10 - 30                        |                      |                                                                        |                                                                     |  |  |
|                    | Estadísticas Phillip Lockett 24 Phillip Lockett 12 Emiliano Correa 8 | Reporte Pts Reb Asts | Estadísticas 34 Bruno Barovero 7 Bruno Barovero 2 T. Acosta y M. Isola | Pabellón: Estadio Blanco Árbitros: * Pedro Hoyo * Sebastián Vasallo |  |  |
| Serie: 1 - 3       |                                                                      |                      |                                                                        |                                                                     |  |  |
|                    |                                                                      |                      |                                                                        |                                                                     |  |  |

Villa Ángela Basket - San Isidro (San Francisco)
| 21 de abril, 22:00 | Villa Ángela Basket                                                   | 68–79                | San Isidro (SF)                                              | Villa Ángela                                                                                |  |  |
|                    | Parciales: 19 - 16, 18 - 22, 16 - 24, 15 - 17                         |                      |                                                              |                                                                                             |  |  |
|                    | Estadísticas César Avalle 27 Nathan Carter Jr. 11 Nathan Carter Jr. 3 | Reporte Pts Reb Asts | Estadísticas 19 Juan Kelly 11 Santiago González 9 Juan Kelly | Pabellón: Estadio Carlos "mona" Lobera Árbitros: * Maximiliano Piedrabuena * Gustavo D'Anna |  |  |
| Serie: 0 - 1       |                                                                       |                      |                                                              |                                                                                             |  |  |
|                    |                                                                       |                      |                                                              |                                                                                             |  |  |

| 23 de abril, 22:00 | Villa Ángela Basket                                                      | 75–69                | San Isidro (SF)                                                      | Villa Ángela                                                                       |  |  |
|                    | Parciales: 23 - 15, 15 - 16, 22 - 17, 15 - 21                            |                      |                                                                      |                                                                                    |  |  |
|                    | Estadísticas M. Cequeira y E. Spalla 13 Tomás Rossi 13 Martín Cequeira 5 | Reporte Pts Reb Asts | Estadísticas 13 J. Durley y M. Corzo 10 Jonathan Durley 3 Juan Kelly | Pabellón: Estadio Carlos "mona" Lobera Árbitros: * Leandro Lezcano * Danilo Molina |  |  |
| Serie: 1 - 1       |                                                                          |                      |                                                                      |                                                                                    |  |  |
|                    |                                                                          |                      |                                                                      |                                                                                    |  |  |

| 26 de abril, 21:30 | San Isidro (SF)                                                        | 80–81                | Villa Ángela Basket                                               | San Francisco                                                                  |  |  |
|                    | Parciales: 23 - 17, 20 - 22, 17 - 23, 20 - 19                          |                      |                                                                   |                                                                                |  |  |
|                    | Estadísticas Sebastián Acevedo 27 Santiago González 14 Martín Muller 5 | Reporte Pts Reb Asts | Estadísticas 15 Eduardo Espalla 11 Martín Cequeira 6 César Avalle | Pabellón: Estadio Severo Robledo Árbitros: * Pablo Leyton * Sebastián Monclaba |  |  |
| Serie: 1 - 2       |                                                                        |                      |                                                                   |                                                                                |  |  |
|                    |                                                                        |                      |                                                                   |                                                                                |  |  |

| 28 de abril, 21:30 | San Isidro (SF)                                                       | 83–70                | Villa Ángela Basket                                                         | San Francisco                                                              |  |  |
|                    | Parciales: 15 - 15, 28 - 17, 22 - 22, 18 - 16                         |                      |                                                                             |                                                                            |  |  |
|                    | Estadísticas Jonathan Durley 20 Santiago González 16 Agustín Lozano 5 | Reporte Pts Reb Asts | Estadísticas 21 Nathan Carter Jr. 8 Martín Cequeira 3 J. Roumec y C. Avalle | Pabellón: Estadio Severo Robledo Árbitros: * Javiér Sánchez * Raúl Sánchez |  |  |
| Serie: 2 - 2       |                                                                       |                      |                                                                             |                                                                            |  |  |
|                    |                                                                       |                      |                                                                             |                                                                            |  |  |

| 1 de mayo, 22:00 | Villa Ángela Basket                                                | 74–81                | San Isidro (SF)                                                    | Villa Ángela                                                                   |  |  |
|                  | Parciales: 24 - 15, 13 - 24, 23 - 28, 14 - 14                      |                      |                                                                    |                                                                                |  |  |
|                  | Estadísticas Nathan Carter Jr. 23 Martín Cequeira 9 César Avalle 6 | Reporte Pts Reb Asts | Estadísticas 25 Sebastián Acevedo 9 Santiago González 7 Juan Kelly | Pabellón: Estadio Carlos "mona" Lobera Árbitros: * Pedro Hoyo * Nicolás D'Anna |  |  |
| Serie: 2 - 3     |                                                                    |                      |                                                                    |                                                                                |  |  |
|                  |                                                                    |                      |                                                                    |                                                                                |  |  |

#### Conferencia sur
Deportivo Viedma - Gimnasia y Esgrima La Plata
| 21 de abril, 21:30 | Deportivo Viedma                                                 | 86–78                | Gimnasia (LP)                                                   | Viedma                                                                          |  |  |
|                    | Parciales: 23 - 18, 17 - 22, 26 - 19, 20 - 19                    |                      |                                                                 |                                                                                 |  |  |
|                    | Estadísticas Olouis Mccullough 21 Federico Grun 5 Pedro Franco 3 | Reporte Pts Reb Asts | Estadísticas 19 Joseph Efese 5 Joseph Efese 5 Leonardo La Bella | Pabellón: Polideportivo Ángel Arias Árbitros: * Raúl Lorenzo * José Luis Luigli |  |  |
| Serie: 1 - 0       |                                                                  |                      |                                                                 |                                                                                 |  |  |
|                    |                                                                  |                      |                                                                 |                                                                                 |  |  |

| 23 de abril, 21:30 | Deportivo Viedma                                             | 96–68                | Gimnasia (LP)                                                                    | Viedma                                                                              |  |  |
|                    | Parciales: 15 - 20, 26 - 14, 31 - 13, 24 - 21                |                      |                                                                                  |                                                                                     |  |  |
|                    | Estadísticas Lottana Nwogbo 20 Mateo Gaynor 7 Pedro Franco 6 | Reporte Pts Reb Asts | Estadísticas 14 Maximiliano Segon 10 Raúl Vaca Salvatierra 3 Juan Pablo Lancieri | Pabellón: Polideportivo Ángel Arias Árbitros: * Pablo Leyton * Rodrigo Reyes Borras |  |  |
| Serie: 2 - 0       |                                                              |                      |                                                                                  |                                                                                     |  |  |
|                    |                                                              |                      |                                                                                  |                                                                                     |  |  |

| 26 de abril, 21:30 | Gimnasia (LP)                                                                   | 84–79                | Deportivo Viedma                                                       | La Plata                                                                         |  |  |
|                    | Parciales: 19 - 26, 13 - 10, 25 - 21, 27 - 22                                   |                      |                                                                        |                                                                                  |  |  |
|                    | Estadísticas Leonardo La Bella 24 Raúl Vaca Salvatierra 12 Leonardo La Bella 12 | Reporte Pts Reb Asts | Estadísticas 23 Olouis McCullogh 8 Maximiliano Tabieres 4 Pedro Franco | Pabellón: Polideportivo Víctor Nethol Árbitros: * Javier Sánchez * Danilo Molina |  |  |
| Serie: 1 - 2       |                                                                                 |                      |                                                                        |                                                                                  |  |  |
|                    |                                                                                 |                      |                                                                        |                                                                                  |  |  |

| 28 de abril, 21:30 | Gimnasia (LP)                                                        | 64–69                | Deportivo Viedma                                                  | La Plata                                                                                    |  |  |
|                    | Parciales: 19 - 10, 6 - 19, 24 - 18, 15 - 22                         |                      |                                                                   |                                                                                             |  |  |
|                    | Estadísticas Leonardo La Bella 24 Joseph Efese 8 Leonardo La Bella 6 | Reporte Pts Reb Asts | Estadísticas 15 Maximiliano Tabieres 7 Mateo Gaynor 3 Ivan Knecht | Pabellón: Polideportivo Víctor Nethol Árbitros: * Maximiliano Piedrabuena * Emanuel Sánchez |  |  |
| Serie: 1 - 3       |                                                                      |                      |                                                                   |                                                                                             |  |  |
|                    |                                                                      |                      |                                                                   |                                                                                             |  |  |

Estudiantes (Olavarría) - Petrolero Argentino (Plaza Huincul)
| 21 de abril, 21:00 | Estudiantes (O)                                                                       | 109–91               | Petrolero Argentino (PH)                                           | Olavarría                                                                          |  |  |
|                    | Parciales: 22 - 24, 16 - 24, 37 - 19, 34 - 24                                         |                      |                                                                    |                                                                                    |  |  |
|                    | Estadísticas Diego Figueredo 23 Rodrigo Sánchez 14 Santiago Arese y Rodrigo Sánchez 8 | Reporte Pts Reb Asts | Estadísticas 34 Mariano Castets 12 Darnel Dodson 4 Mariano Castets | Pabellón: Estadio Parque Guerrero Árbitros: * Alejandro Zanabone * Emanuel Sánchez |  |  |
| Serie: 1 - 0       |                                                                                       |                      |                                                                    |                                                                                    |  |  |
|                    |                                                                                       |                      |                                                                    |                                                                                    |  |  |

| 23 de abril, 20:00 | Estudiantes (O)                                                            | 110–95               | Petrolero Argentino (PH)                                        | Olavarría                                                                    |  |  |
|                    | Parciales: 30 - 13, 28 - 26, 31 - 29, 21 - 27                              |                      |                                                                 |                                                                              |  |  |
|                    | Estadísticas Emilio Domínguez Bais 26 Rodrigo Sánchez 13 Santiago Arese 12 | Reporte Pts Reb Asts | Estadísticas 29 Darnel Dodson 6 Darnel Dodson 5 Mariano Castets | Pabellón: Estadio Parque Guerrero Árbitros: * Pedro Hoyo * Cristian Salguero |  |  |
| Serie: 2 - 0       |                                                                            |                      |                                                                 |                                                                              |  |  |
|                    |                                                                            |                      |                                                                 |                                                                              |  |  |

| 26 de abril, 21:30 | Petrolero Argentino (PH)                                            | 81–69                | Estudiantes (O)                                                  | Plaza Huincul                                                             |  |  |
|                    | Parciales: 19 - 17, 16 - 18, 19 - 17, 27 - 17                       |                      |                                                                  |                                                                           |  |  |
|                    | Estadísticas Mariano Castets 26 Darnel Dodson 15 Manuel Lambrisca 5 | Reporte Pts Reb Asts | Estadísticas 18 Santiago Arese 9 Santiago Arese 4 Santiago Arese | Pabellón: Estadio de Petrolero Árbitros: * Ariel Rosas * Leonardo Barotto |  |  |
| Serie: 1 - 2       |                                                                     |                      |                                                                  |                                                                           |  |  |
|                    |                                                                     |                      |                                                                  |                                                                           |  |  |

| 28 de abril, 21:30 | Petrolero Argentino (PH)                                    | 86–84                | Estudiantes (O)                                                    | Plaza Huincul                                                                 |  |  |
|                    | Parciales: 22 - 16, 16 - 22, 24 - 22, 24 - 24               |                      |                                                                    |                                                                               |  |  |
|                    | Estadísticas Lucas Díaz 24 Darnel Dodson 11 Darnel Dodson 4 | Reporte Pts Reb Asts | Estadísticas 25 Rodrigo Sánchez 8 Rodrigo Sánchez 5 Santiago Arese | Pabellón: Estadio de Petrolero Árbitros: * Cristian Alfaro * José Luis Luigli |  |  |
| Serie: 2 - 2       |                                                             |                      |                                                                    |                                                                               |  |  |
|                    |                                                             |                      |                                                                    |                                                                               |  |  |

| 1 de mayo, 21:00 | Estudiantes (O)                                                           | 93–70                | Petrolero Argentino (PH)                                  | Olavarría                                                                   |  |  |
|                  | Parciales: 23 - 14, 25 - 13, 23 - 19, 22 - 24                             |                      |                                                           |                                                                             |  |  |
|                  | Estadísticas Diego Figueredo 21 Santiago Arese 10 Emilio Domínguez Bais 5 | Reporte Pts Reb Asts | Estadísticas 21 Lucas Díaz 9 Darnel Dodson 3 Facundo Gago | Pabellón: Estadio Parque Guerrero Árbitros: * Javier Sánchez * Raúl Sánchez |  |  |
| Serie: 3 - 2     |                                                                           |                      |                                                           |                                                                             |  |  |
|                  |                                                                           |                      |                                                           |                                                                             |  |  |

Parque Sur - Platense
| 21 de abril, 21:30 | Parque Sur                                                                    | 79–74                | Platense                                                                   | Concepción del Uruguay                                                   |  |  |
|                    | Parciales: 21 - 23, 11 - 21, 24 - 14, 23 - 16                                 |                      |                                                                            |                                                                          |  |  |
|                    | Estadísticas Pablo Alderete y Elnes Boling 16 Pablo Alderete 9 Agustín Jure 5 | Reporte Pts Reb Asts | Estadísticas 15 Facundo Vázquez 6 Juan Pablo Lugrin 3 Alejandro Pappalarid | Pabellón: Estadio Parque Sur Árbitros: * Ariel Rosas * Sebastián Vasallo |  |  |
| Serie: 1 - 0       |                                                                               |                      |                                                                            |                                                                          |  |  |
|                    |                                                                               |                      |                                                                            |                                                                          |  |  |

| 23 de abril, 21:30 | Parque Sur                                                                  | 86–65                | Platense                                                                | Concepción del Uruguay                                                   |  |  |
|                    | Parciales: 23 - 16, 27 - 8, 19 - 22, 17 - 19                                |                      |                                                                         |                                                                          |  |  |
|                    | Estadísticas Pablo Alderete 22 Agustín Richard 7 Jure, Alderete y Richard 5 | Reporte Pts Reb Asts | Estadísticas 17 Felipe Pais 7 Juan Pablo Lugrin 2 Facundo López Banegas | Pabellón: Estadio Parque Sur Árbitros: * Javier Sánchez * Nicolás D'Anna |  |  |
| Serie: 2 - 0       |                                                                             |                      |                                                                         |                                                                          |  |  |
|                    |                                                                             |                      |                                                                         |                                                                          |  |  |

| 26 de abril, 21:00 | Platense                                                    | 85–70                | Parque Sur                                                     | Vicente López                                                                                |  |  |
|                    | Parciales: 21 - 13, 25 - 19, 18 - 19, 21 - 19               |                      |                                                                |                                                                                              |  |  |
|                    | Estadísticas Ignacio Romani 15 Kevin Young 11 Kevin Young 3 | Reporte Pts Reb Asts | Estadísticas 16 Elnes Bolling 5 Pablo Alderete 2 Elnes Bolling | Pabellón: Estadio de Platense Árbitros: * Cristian Alfaro * Raúl Sánchez Televisión: DeporTV |  |  |
| Serie: 1 - 2       |                                                             |                      |                                                                |                                                                                              |  |  |
|                    |                                                             |                      |                                                                |                                                                                              |  |  |

| 28 de abril, 21:00 | Platense                                                | 93–102               | Parque Sur                                                                  | Vicente López                                                                 |  |  |
|                    | Parciales: 26 - 22, 14 - 26, 29 - 29, 24 - 25           |                      |                                                                             |                                                                               |  |  |
|                    | Estadísticas Felipe Pais 19 Felipe Pais 5 Felipe Pais 7 | Reporte Pts Reb Asts | Estadísticas 26 Sebastián Bernasconi Ruggero 9 Elnes Bolling 3 Agustín Jure | Pabellón: Estadio de Platense Árbitros: * Leandro Lezcano * Cristian Salguero |  |  |
| Serie: 1 - 3       |                                                         |                      |                                                                             |                                                                               |  |  |
|                    |                                                         |                      |                                                                             |                                                                               |  |  |

Huracán (Trelew) - Atenas (Carmen de Patagones)
| 21 de abril, 21:30 | Huracán (T)                                                                                               | 77–83                | Atenas (CdP)                                               | Trelew                                                                            |  |  |
|                    | Parciales: 22 - 20, 19 - 22, 13 - 23, 23 - 18                                                             |                      |                                                            |                                                                                   |  |  |
|                    | Estadísticas Lisandro Ruiz Moreno y Martin Melo 17 Jerome Hill 10 Ruiz Moreno, Hill, Cosolito y Laterza 1 | Reporte Pts Reb Asts | Estadísticas 22 Scott Cutley 6 Scott Cutley 3 Scott Cutley | Pabellón: Estadio Atilio Viglione Árbitros: * Pablo Leyton * Rodrigo Reyes Borras |  |  |
| Serie: 0 - 1       | |                      |                                                            |                                                                                   |  |  |
|                    | |                      |                                                            |                                                                                   |  |  |

| 23 de abril, 21:30 | Huracán (T)                                                                               | 72–80                | Atenas (CdP)                                                 | Trelew                                                                       |  |  |
|                    | Parciales: 19 - 24, 11 - 11, 18 - 24, 24 - 21                                             |                      |                                                              |                                                                              |  |  |
|                    | Estadísticas Lisandro Ruiz Moreno 17 Jerome Hill 8 Ruiz Moreno, Coronado Turkalj y Hill 2 | Reporte Pts Reb Asts | Estadísticas 23 Scott Cutley 13 Scott Cutley 3 Bruno Oprandi | Pabellón: Estadio Atilio Viglione Árbitros: * Raúl Lorenzo * Emanuel Sánchez |  |  |
| Serie: 0 - 2       |                                                                                           |                      |                                                              |                                                                              |  |  |
|                    |                                                                                           |                      |                                                              |                                                                              |  |  |

| 26 de abril, 21:30 | Atenas (CdP)                                                 | 86–71                | Huracán (T)                                                                         | Carmen de Patagones                                                               |  |  |
|                    | Parciales: 25 - 14, 12 - 13, 20 - 21, 29 - 23                |                      |                                                                                     |                                                                                   |  |  |
|                    | Estadísticas Scott Cutley 25 Scott Cutley 8 Bruno Oprandi 10 | Reporte Pts Reb Asts | Estadísticas 22 Lisandro Ruiz Moreno 7 Juan Coronado Turkalj 6 Juan Ignacio Laterza | Pabellón: Estadio Carmelo Trípodi Calá Árbitros: * Pedro Hoyo * Cristian Salguero |  |  |
| Serie: 3 - 0       |                                                              |                      |                                                                                     |                                                                                   |  |  |
|                    |                                                              |                      |                                                                                     |                                                                                   |  |  |

### Semifinales de conferencia

#### Conferencia norte
Hindú (Resistencia) - San Isidro (San Francisco)
| 5 de mayo, 22:00 | Hindú (R)                                                                                 | 87–55                | San Isidro (SF)                                                                      | Resistencia                                                                           |  |  |
|                  | Parciales: 13 - 13, 21 - 17, 32 - 9, 21 - 16                                              |                      |                                                                                      |                                                                                       |  |  |
|                  | Estadísticas K. Jones y N. Paletta 14 Kenneth Jones 8 Pablo Fernández y Nicolás Paletta 4 | Reporte Pts Reb Asts | Estadísticas 14 Jonathan Durley 8 Santiago González 3 Juan Kelly y Santiago González | Pabellón: Hindú Club Árbitros: * Cristian Alfaro * Cristian Salguero * Gustavo D'Anna |  |  |
| Serie: 1 - 0     |                                                                                           |                      |                                                                                      |                                                                                       |  |  |
|                  |                                                                                           |                      |                                                                                      |                                                                                       |  |  |

| 7 de mayo, 21:00 | Hindú (R)                                                          | 72–67                | San Isidro (SF)                                                       | Resistencia                                                                                       |  |  |
|                  | Parciales: 20 - 12, 16 - 21, 17 - 13, 19 - 11                      |                      |                                                                       |                                                                                                   |  |  |
|                  | Estadísticas Kenneth Jones 22 Pablo Fernández 10 Nicolás Paletta 5 | Reporte Pts Reb Asts | Estadísticas 20 Jonathan Durley 13 Santiago González 7 Agustín Lozano | Pabellón: Hindú Club Árbitros: * Maximiliano Piedrabuena * Alejandro Zanabone * Sebastián Vasallo |  |  |
| Serie: 2 - 0     |                                                                    |                      |                                                                       |                                                                                                   |  |  |
|                  |                                                                    |                      |                                                                       |                                                                                                   |  |  |

| 10 de mayo, 21:30 | San Isidro (SF)                                                    | 72–65                | Hindú (R)                                                  | San Francisco                                                                               |  |  |
|                   | Parciales: 24 - 17, 16 - 17, 18 - 15, 14 - 16                      |                      |                                                            |                                                                                             |  |  |
|                   | Estadísticas Santiago González 19 Santiago González 8 Juan Kelly 5 | Reporte Pts Reb Asts | Estadísticas 20 Kenneth Jones 8 Pablo Moya 6 Kenneth Jones | Pabellón: Estadio Severo Robledo Árbitros: * Ariel Rosas * Héctor Wasinger * Nicolás D'Anna |  |  |
| Serie: 1 - 2      |                                                                    |                      |                                                            |                                                                                             |  |  |
|                   |                                                                    |                      |                                                            |                                                                                             |  |  |

| 12 de mayo, 21:30 | San Isidro (SF)                                                   | 76–80                | Hindú (R)                                                          | San Francisco                                                                              |  |  |
|                   | Parciales: 11 - 28, 23 - 17, 24 - 16, 18 - 19                     |                      |                                                                    |                                                                                            |  |  |
|                   | Estadísticas Jonathan Durley 25 Santiago González 10 Juan Kelly 5 | Reporte Pts Reb Asts | Estadísticas 19 Pablo Fernández 15 Kenneth Jones 9 Nicolás Paletta | Pabellón: Estadio Severo Robledo Árbitros: * Javier Sánchez * Raúl Lorenzo * Danilo Molina |  |  |
| Serie: 1 - 3      |                                                                   |                      |                                                                    |                                                                                            |  |  |
|                   |                                                                   |                      |                                                                    |                                                                                            |  |  |

Comunicaciones (Mercedes) - Unión (Santa Fe)
| 5 de mayo, 21:30 | Comunicaciones (M)                                                    | 89–81                | Unión (SF)                                                     | Mercedes                                                                                               |  |  |
|                  | Parciales: 24 - 13, 17 - 29, 23 - 19, 25 - 20                         |                      |                                                                | |  |  |
|                  | Estadísticas N. Lauria y G. Essengue 18 Nicolás Lauría 12 Ariel Pau 6 | Reporte Pts Reb Asts | Estadísticas 16 Bruno Barovero 8 Bruno Barovero 4 Tomás Acosta | Pabellón: Estadio Comunicaciones Árbitros: * Héctor Wasinger * Alejandro Zanabone * Sebastián Moncloba |  |  |
| Serie: 1 - 0     |                                                                       |                      |                                                                | |  |  |
|                  |                                                                       |                      |                                                                | |  |  |

| 7 de mayo, 21:00 | Comunicaciones (M)                                                       | 85–80                | Unión (SF)                                                         | Mercedes                                                                                         |  |  |
|                  | Parciales: 20 - 21, 13 - 11, 17 - 20, 13 - 11 (T.E.: 11 - 11, 11 - 8)    |                      |                                                                    |                                                                                                  |  |  |
|                  | Estadísticas Franco Vieta Stechina 17 Gastón Essengue 12 Gastón Torres 3 | Reporte Pts Reb Asts | Estadísticas 19 Bruno Barovero 8 Patricio Tabarez 4 Bruno Barovero | Pabellón: Estadio Comunicaciones Árbitros: * Cristian Alfaro * Alberto Ponzo * Cristian Salguero |  |  |
| Serie: 2 - 0     |                                                                          |                      |                                                                    |                                                                                                  |  |  |
|                  |                                                                          |                      |                                                                    |                                                                                                  |  |  |

| 10 de mayo, 21:30 | Unión (SF)                                                       | 81–74                | Comunicaciones (M)                                                | Santa Fe |  |  |
|                   | Parciales: 25 - 8, 16 - 21, 14 - 20, 26 - 25                     |                      |                                                                   | |  |  |
|                   | Estadísticas Bruno Barovero 17 Tomas Acosta 8 Patricio Tabarez 5 | Reporte Pts Reb Asts | Estadísticas 23 Santiago Ferreyra 8 Nicolás Lauria 5 Gaston Torre | Pabellón: Estadio Ángel P. Malvicino Árbitros: * Javier Sánchez * Gustavo D'Anna * Raúl Sánchez Televisión: DeporTV |  |  |
| Serie: 1 - 2      |                                                                  |                      |                                                                   | |  |  |
|                   |                                                                  |                      |                                                                   | |  |  |

| 12 de mayo, 21:30 | Unión (SF)                                                          | 80–78                | Comunicaciones (M)                                                  | Santa Fe                                                                                     |  |  |
|                   | Parciales: 11 - 23, 18 - 21, 19 - 10, 32 - 24                       |                      |                                                                     |                                                                                              |  |  |
|                   | Estadísticas Bruno Barovero 21 Bruno Barovero 12 Patricio Tabarez 7 | Reporte Pts Reb Asts | Estadísticas 22 Cristian Romero 7 Franco Vieta Stechina 5 Ariel Pau | Pabellón: Estadio Ángel P. Malvicino Árbitros: * Ariel Rosas * Pablo Leyton * Nicolás D'Anna |  |  |
| Serie: 2 - 2      |                                                                     |                      |                                                                     |                                                                                              |  |  |
|                   |                                                                     |                      |                                                                     |                                                                                              |  |  |

| 15 de mayo, 21:30 | Comunicaciones (M)                                                | 73–71                | Unión (SF)                                                     | Mercedes                                                                                                |  |  |
|                   | Parciales: 17 - 19, 20 - 17, 22 - 23, 14 - 12                     |                      |                                                                | |  |  |
|                   | Estadísticas Nicolás Lauría 21 Nicolás Lauría 13 Nicolás Lauría 3 | Reporte Pts Reb Asts | Estadísticas 18 Bruno Barovero 9 Bruno Barovero 4 Tomás Acosta | Pabellón: Estadio Comunicaciones Árbitros: * Alejandro Zanabone * Maximiliano Moral * Sebastián Vasallo |  |  |
| Serie: 3 - 2      |                                                                   |                      |                                                                | |  |  |
|                   |                                                                   |                      |                                                                | |  |  |

#### Conferencia sur
Deportivo Viedma - Atenas (Carmen de Patagones)
| 5 de mayo, 21:30 | Deportivo Viedma                                           | 80–78                | Atenas (CdP)                                                | Viedma                                                                                        |  |  |
|                  | Parciales: 24 - 13, 24 - 23, 15 - 17, 17 - 25              |                      |                                                             |                                                                                               |  |  |
|                  | Estadísticas Pedro Franco 18 Mateo Gaynor 8 Pedro Franco 6 | Reporte Pts Reb Asts | Estadísticas 16 Scott Cutley 15 Scott Cutley 6 Scott Cutley | Pabellón: Polideportivo Ángel Arias Árbitros: * Ariel Rosas * Leonardo Barotto * Raúl Sánchez |  |  |
| Serie: 1 - 0     |                                                            |                      |                                                             |                                                                                               |  |  |
|                  |                                                            |                      |                                                             |                                                                                               |  |  |

| 7 de mayo, 21:30 | Deportivo Viedma                                                   | 78–82                | Atenas (CdP)                                                        | Viedma                                                                                            |  |  |
|                  | Parciales: 6 - 21, 28 - 22, 21 - 19, 23 - 20                       |                      |                                                                     |                                                                                                   |  |  |
|                  | Estadísticas Olouis McCullough 29 Lotanna Nwogbo 12 Pedro Franco 4 | Reporte Pts Reb Asts | Estadísticas 19 Howard Wilkerson III 11 Scott Cutley 8 Scott Cutley | Pabellón: Polideportivo Ángel Arias Árbitros: * Leandro Lezcano * Raúl Lorenzo * José Luis Luigli |  |  |
| Serie: 1 - 1     |                                                                    |                      |                                                                     |                                                                                                   |  |  |
|                  |                                                                    |                      |                                                                     |                                                                                                   |  |  |

| 10 de mayo, 21:30 | Atenas (CdP)                                                                    | 81–72                | Deportivo Viedma                                                                         | Carmen de Patagones                                                                                         |  |  |
|                   | Parciales: 23 - 13, 15 - 15, 19 - 24, 24 - 20                                   |                      |                                                                                          | |  |  |
|                   | Estadísticas Hernán Etchepare 22 Scott Cutley 12 Scott Cutley y Bruno Oprandi 4 | Reporte Pts Reb Asts | Estadísticas 20 Olouis McCullough 6 L. Nwogbo y M. Tabiares 3 Pedro Franco e Ivan Knetch | Pabellón: Estadio Carmelo Trípodi Calá Árbitros: * Alejandro Zanabone * Maximiliano Moral * Emanuel Sánchez |  |  |
| Serie: 2 - 1      |                                                                                 |                      |                                                                                          | |  |  |
|                   |                                                                                 |                      |                                                                                          | |  |  |

| 12 de mayo, 21:30 | Atenas (CdP)                                                        | 74–72                | Deportivo Viedma                                                   | Carmen de Patagones                                                                                     |  |  |
|                   | Parciales: 19 - 14, 21 - 20, 19 - 18, 15 - 20                       |                      |                                                                    | |  |  |
|                   | Estadísticas Howard Wilkerson III 22 Scott Cutley 16 Scott Cutley 5 | Reporte Pts Reb Asts | Estadísticas 27 Olouis McCullough 9 Lotanna Nwogbo 4 Federico Grun | Pabellón: Estadio Carmelo Trípodi Calá Árbitros: * Pedro Hoyo * Maximiliano Piedrabuena * Alberto Ponzo |  |  |
| Serie: 3 - 1      |                                                                     |                      |                                                                    | |  |  |
|                   |                                                                     |                      |                                                                    | |  |  |

Estudiantes (Olavarría) - Parque Sur
| 5 de mayo, 21:30 | Estudiantes (O)                                                                    | 94–87                | Parque Sur                                                    | Olavarría                                                                                 |  |  |
|                  | Parciales: 20 - 27, 22 - 15, 30 - 23, 22 - 22                                      |                      |                                                               |                                                                                           |  |  |
|                  | Estadísticas Joaquín Gamazo 21 Santiago Arese 9 Rodrigo Sánchez y Santiago Arese 5 | Reporte Pts Reb Asts | Estadísticas 20 Guido Mariani 8 Elnes Bolling 5 Elnes Bolling | Pabellón: Estadio Parque Guerrero Árbitros: * Pedro Hoyo * Raúl Lorenzo * Emanuel Sánchez |  |  |
| Serie: 1 - 0     |                                                                                    |                      |                                                               |                                                                                           |  |  |
|                  |                                                                                    |                      |                                                               |                                                                                           |  |  |

| 7 de mayo, 20:00 | Estudiantes (O)                                                    | 89–79                | Parque Sur                                                     | Olavarría                                                                                        |  |  |
|                  | Parciales: 20 - 23, 28 - 21, 16 - 17, 25 - 18                      |                      |                                                                |                                                                                                  |  |  |
|                  | Estadísticas Diego Figueredo 20 Rodrigo Sánchez 7 Santiago Arese 5 | Reporte Pts Reb Asts | Estadísticas 25 Elnes Bolling 11 Pablo Alderete 3 Agustín Jure | Pabellón: Estadio Parque Guerrero Árbitros: * Ariel Rosas * Leonardo Barotto * Maximiliano Moral |  |  |
| Serie: 2 - 0     |                                                                    |                      |                                                                |                                                                                                  |  |  |
|                  |                                                                    |                      |                                                                |                                                                                                  |  |  |

| 10 de mayo, 21:30 | Parque Sur                                                                              | 67–77                | Estudiantes (O)                                                                           | Concepción del Uruguay                                                                  |  |  |
|                   | Parciales: 9 - 13, 16 - 21, 23 - 18, 19 - 25                                            |                      |                                                                                           |                                                                                         |  |  |
|                   | Estadísticas Sebastián Bernasconi 15 Pablo Alderete 16 Pablo Alderete y Elnes Bolling 4 | Reporte Pts Reb Asts | Estadísticas 22 Diego Figueredo 10 Rodrigo Sánchez 4 L. Portillo, D. Figueredo y S. Arese | Pabellón: Estadio Parque Sur Árbitros: * Pablo Leyton * Cristian Alfaro * Danilo Molina |  |  |
| Serie: 0 - 3      |                                                                                         |                      |                                                                                           |                                                                                         |  |  |
|                   |                                                                                         |                      |                                                                                           |                                                                                         |  |  |

### Finales de conferencia

#### Conferencia norte
Hindú (Resistencia) - Comunicaciones (Mercedes)
| 19 de mayo, 22:00 | Hindú (R)                                                               | 76–81                | Comunicaciones (M)                                                         | Resistencia                                                                   |  |  |
|                   | Parciales: 21 - 14, 23 - 19, 14 - 23, 18 - 25                           |                      |                                                                            |                                                                               |  |  |
|                   | Estadísticas Kenneth Jones 18 K. Jones y M. Coronel 8 Nicolás Paletta 6 | Reporte Pts Reb Asts | Estadísticas 20 Nicolás Lauría 8 Nicolás Lauría 4 Ariel Pau y Gastón Torre | Pabellón: Hindú Club Árbitros: * Pedro Hoyo * Cristian Alfaro * Alberto Ponzo |  |  |
| Serie: 0 - 1      |                                                                         |                      |                                                                            |                                                                               |  |  |
|                   |                                                                         |                      |                                                                            |                                                                               |  |  |

| 21 de mayo, 21:00 | Hindú (R)                                                     | 64–67                | Comunicaciones (M)                                           | Resistencia                                                                      |  |  |
|                   | Parciales: 12 - 16, 13 - 18, 14 - 10, 25 - 23                 |                      |                                                              |                                                                                  |  |  |
|                   | Estadísticas Kenneth Jones 23 Pablo Moya 10 Nicolás Paletta 5 | Reporte Pts Reb Asts | Estadísticas 16 Ariel Pau 12 Nicolás Lauría 7 Nicolás Lauría | Pabellón: Hindú Club Árbitros: * Leandro Lezcano * Gustavo D'Anna * Raúl Sánchez |  |  |
| Serie: 0 - 2      |                                                               |                      |                                                              |                                                                                  |  |  |
|                   |                                                               |                      |                                                              |                                                                                  |  |  |

| 24 de mayo, 21:30 | Comunicaciones (M)                                            | 73–60                | Hindú (R)                                                                        | Mercedes                                                                                          |  |  |
|                   | Parciales: 13 - 16, 13 - 9, 24 - 14, 23 - 21                  |                      |                                                                                  |                                                                                                   |  |  |
|                   | Estadísticas José Defelippo 14 Gastón Essengue 11 Ariel Pau 3 | Reporte Pts Reb Asts | Estadísticas 14 Sergio Mora 11 Kenneth Jones 2 Nicolás Paletta y Pablo Fernández | Pabellón: Estadio Comunicaciones Árbitros: * Oscar Martinetto * Héctor Wassinger * Nicolás D'Anna |  |  |
| Serie: 3 - 0      |                                                               |                      |                                                                                  |                                                                                                   |  |  |
|                   |                                                               |                      |                                                                                  |                                                                                                   |  |  |

#### Conferencia sur
Estudiantes (Olavarría) - Atenas (Carmen de Patagones)
| 19 de mayo, 21:30 | Estudiantes (O)                                                                    | 65–60                | Atenas (CdP)                                                             | Olavarría                                                                                  |  |  |
|                   | Parciales: 16 - 17, 14 - 8, 14 - 18, 21 - 17                                       |                      |                                                                          |                                                                                            |  |  |
|                   | Estadísticas Joaquín Gamazo 17 Satiago Arese 15 Diego Figueredo y Santiago Arese 4 | Reporte Pts Reb Asts | Estadísticas 24 Emiliano Agostino 10 Howard Wilkerson III 4 Scott Cutley | Pabellón: Estadio Parque Guerrero Árbitros: * Javier Sánchez * Raúl Lorenzo * Raúl Sánchez |  |  |
| Serie: 1 - 0      |                                                                                    |                      |                                                                          |                                                                                            |  |  |
|                   |                                                                                    |                      |                                                                          |                                                                                            |  |  |

| 21 de mayo, 20:00 | Estudiantes (O)                                                                  | 87–77                | Atenas (CdP)                                               | Olavarría |  |  |
|                   | Parciales: 17 - 21, 22 - 19, 20 - 19, 28 - 18                                    |                      |                                                            | |  |  |
|                   | Estadísticas Emilio Domínguez Bais 21 Emilio Domínguez Bais 12 Rodrigo Sánchez 6 | Reporte Pts Reb Asts | Estadísticas 26 Scott Cutley 8 Scott Cutley 4 Scott Cutley | Pabellón: Estadio Parque Guerrero Árbitros: * Maximiliano Piedrabuena * José Luis Luigli * Cristian Salguero |  |  |
| Serie: 2 - 0      |                                                                                  |                      |                                                            | |  |  |
|                   |                                                                                  |                      |                                                            | |  |  |

| 24 de mayo, 21:30 | Atenas (CdP)                                                           | 91–79                | Estudiantes (O)                                                                | Carmen de Patagones                                                                                   |  |  |
|                   | Parciales: 24 - 15, 18 - 11, 26 - 30, 23 - 23                          |                      |                                                                                | |  |  |
|                   | Estadísticas Howard Wilkerson III 24 Scott Cutley 9 Hernan Etchepare 4 | Reporte Pts Reb Asts | Estadísticas 22 Emilio Domínguez Bais 7 Emilio Domínguez Bais 5 Santiago Arese | Pabellón: Estadio Carmelo Trípodi Calá Árbitros: * Alejandro Zanabone * Ariel Rosas * Emanuel Sánchez |  |  |
| Serie: 1 - 2      |                                                                        |                      |                                                                                | |  |  |
|                   |                                                                        |                      |                                                                                | |  |  |

| 26 de mayo, 21:30 | Atenas (CdP)                                                             | 87–78                | Estudiantes (O)                                                                       | Carmen de Patagones                                                                             |  |  |
|                   | Parciales: 22 - 21, 25 - 15, 16 - 24, 24 - 18                            |                      |                                                                                       |                                                                                                 |  |  |
|                   | Estadísticas Emiliano Agostino 21 Howard Wilkerson III 9 Bruno Oprandi 8 | Reporte Pts Reb Asts | Estadísticas 23 Diego Figueredo 9 Rodrigo Sánchez 3 Diego Figueredo y Rodrigo Sánchez | Pabellón: Estadio Carmelo Trípodi Calá Árbitros: * Cristian Alfaro * Pedro Hoyo * Alberto Ponzo |  |  |
| Serie: 2 - 2      |                                                                          |                      |                                                                                       |                                                                                                 |  |  |
|                   |                                                                          |                      |                                                                                       |                                                                                                 |  |  |

| 29 de mayo, 21:30 | Estudiantes (O)                                                     | 81–76                | Atenas (CdP)                                                               | Olavarría                                                                                       |  |  |
|                   | Parciales: 22 - 19, 17 - 13, 17 - 22, 25 - 22                       |                      |                                                                            |                                                                                                 |  |  |
|                   | Estadísticas Santiago Arese 21 Rodrigo Sánchez 12 Diego Figueredo 9 | Reporte Pts Reb Asts | Estadísticas 30 Scott Cutley 8 Howard Wilkerson III 4 Howard Wilkerson III | Pabellón: Estadio Parque Guerrero Árbitros: * Leandro Lezcano * Pablo Leyton * Leonardo Barotto |  |  |
| Serie: 3 - 2      |                                                                     |                      |                                                                            |                                                                                                 |  |  |
|                   |                                                                     |                      |                                                                            |                                                                                                 |  |  |

### Final nacional
Comunicaciones (Mercedes) - Estudiantes (Olavarría)
| 2 de junio, 21:00 | Comunicaciones (M)                                              | 74–83                | Estudiantes (O)                                                          | Mercedes |  |  |
|                   | Parciales: 25 - 22, 16 - 16, 11 - 17, 22 - 28                   |                      |                                                                          | |  |  |
|                   | Estadísticas Gastón Essengue 21 Nicolás Lauría 9 Gastón Torre 6 | Reporte Pts Reb Asts | Estadísticas 18 Santiago Arese 9 Emilio Domínguez Bais 8 Diego Figueredo | Pabellón: Estadio Comunicaciones Árbitros: * Maximiliano Piedrabuena * Raúl Lorenzo * Cristian Salguero Televisión: DeporTV |  |  |
| Serie: 0 - 1      |                                                                 |                      |                                                                          | |  |  |
|                   |                                                                 |                      |                                                                          | |  |  |

| 4 de junio, 21:00 | Comunicaciones (M)                                            | 81–71                | Estudiantes (O)                                                           | Mercedes |  |  |
|                   | Parciales: 20 - 17, 23 - 19, 16 - 21, 22 - 14                 |                      |                                                                           | |  |  |
|                   | Estadísticas Nicolás Lauría 19 Gastón Essengue 10 Ariel Pau 5 | Reporte Pts Reb Asts | Estadísticas 13 R. Sánchez y S. Arese 10 Rodrigo Sánchez 4 Santiago Arese | Pabellón: Estadio Comunicaciones Árbitros: * Oscar Martinetto * Pedro Hoyo * Gustavo D'Anna Televisión: DeporTV |  |  |
| Serie: 1 - 1      |                                                               |                      |                                                                           | |  |  |
|                   |                                                               |                      |                                                                           | |  |  |

| 7 de junio, 21:00 | Estudiantes (O)                                                                                                | 70–58                | Comunicaciones (M)                                            | Olavarría |  |  |
|                   | Parciales: 17 - 15, 15 - 18, 20 - 11, 18 - 14                                                                  |                      |                                                               | |  |  |
|                   | Estadísticas S. Arese y J. Gamazo 12 Rodrigo Sánchez 11 Domínguez Bais, Figueredo, Reinaudi, Sánchez y Arese 2 | Reporte Pts Reb Asts | Estadísticas 13 Cristian Romero 12 Nicolás Lauría 3 Ariel Pau | Pabellón: Estadio Parque Guerrero Árbitros: * Leandro Lezcano * Ariel Rosas * Maximiliano Moral Televisión: DeporTV |  |  |
| Serie: 2 - 1      | |                      |                                                               | |  |  |
|                   | |                      |                                                               | |  |  |

| 9 de junio, 21:00 | Estudiantes (O)                                                                  | 87–92                | Comunicaciones (M)                                                                       | Olavarría |  |  |
|                   | Parciales: 24 - 16, 17 - 19, 24 - 29, 13 - 14 (T.E.: 9 - 14)                     |                      |                                                                                          | |  |  |
|                   | Estadísticas Emilio Domínguez Bais 27 Emilio Domínguez Bais 9 Leandro Portillo 7 | Reporte Pts Reb Asts | Estadísticas 17 Pau, Lauría, Essengue 13 Gastón Essengue 3 Gastón Torre y Nicolás Lauría | Pabellón: Estadio Parque Guerrero Árbitros: * Cristian Alfaro * Alberto Ponzo * Javier Sánchez Televisión: DeporTV |  |  |
| Serie: 2 - 2      |                                                                                  |                      |                                                                                          | |  |  |
|                   |                                                                                  |                      |                                                                                          | |  |  |

| 12 de junio, 21:00 | Comunicaciones (M)                                            | 94–72                | Estudiantes (O)                                                                 | Mercedes |  |  |
|                    | Parciales: 19 - 13, 31 - 18, 23 - 26, 21 - 15                 |                      |                                                                                 | |  |  |
|                    | Estadísticas Gastón Essengue 28 Nicolás Lauría 11 Ariel Pau 6 | Reporte Pts Reb Asts | Estadísticas 15 Emilio Domínguez Bais 6 Rodrigo Hernán Sánchez 4 Santiago Arese | Pabellón: Estadio Comunicaciones Árbitros: * Pedro Hoyo * Leandro Lezcano * Maximiliano Piedrabuena Televisión: DeporTV |  |  |
| Serie: 3 - 2       |                                                               |                      |                                                                                 | |  |  |
|                    |                                                               |                      |                                                                                 | |  |  |

Comunicaciones (Mercedes)

Campeón

Primer título

Primer ascenso

## Premios individuales
- Mejor quinteto del torneo[8]
  - B  Nicolás Paletta (Hindú (R))
  - E  Bruno Barovero (Unión (SF))
  - A  Pablo Fernández (Hindú (R))
  - AP  Nicolás Lauría (Comunicaciones)
  - P  Santiago González (San Isidro (SF))

- Mejor entrenador del torneo
  -  Jerónimo Trezza (Hindú (R))

- Mejor jugador del torneo
  -  Santiago González (San Isidro (SF))